# Porsche Boxster
La Porsche Boxster è una roadster sportiva prodotta dalla casa automobilistica tedesca Porsche dal 1996.

## Il concetto Boxster

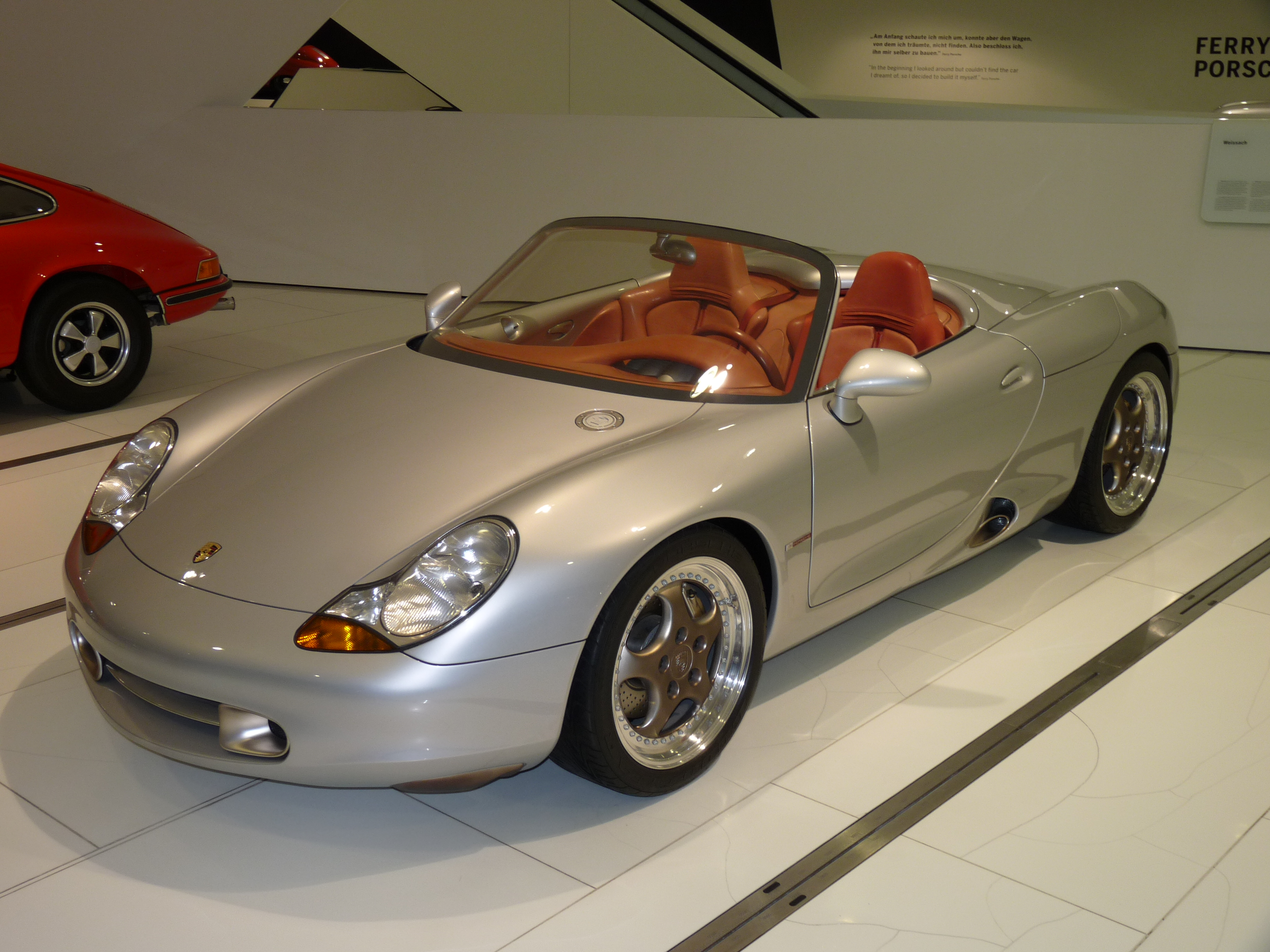
Il prototipo Boxster (Porsche Museum) (anteriore)

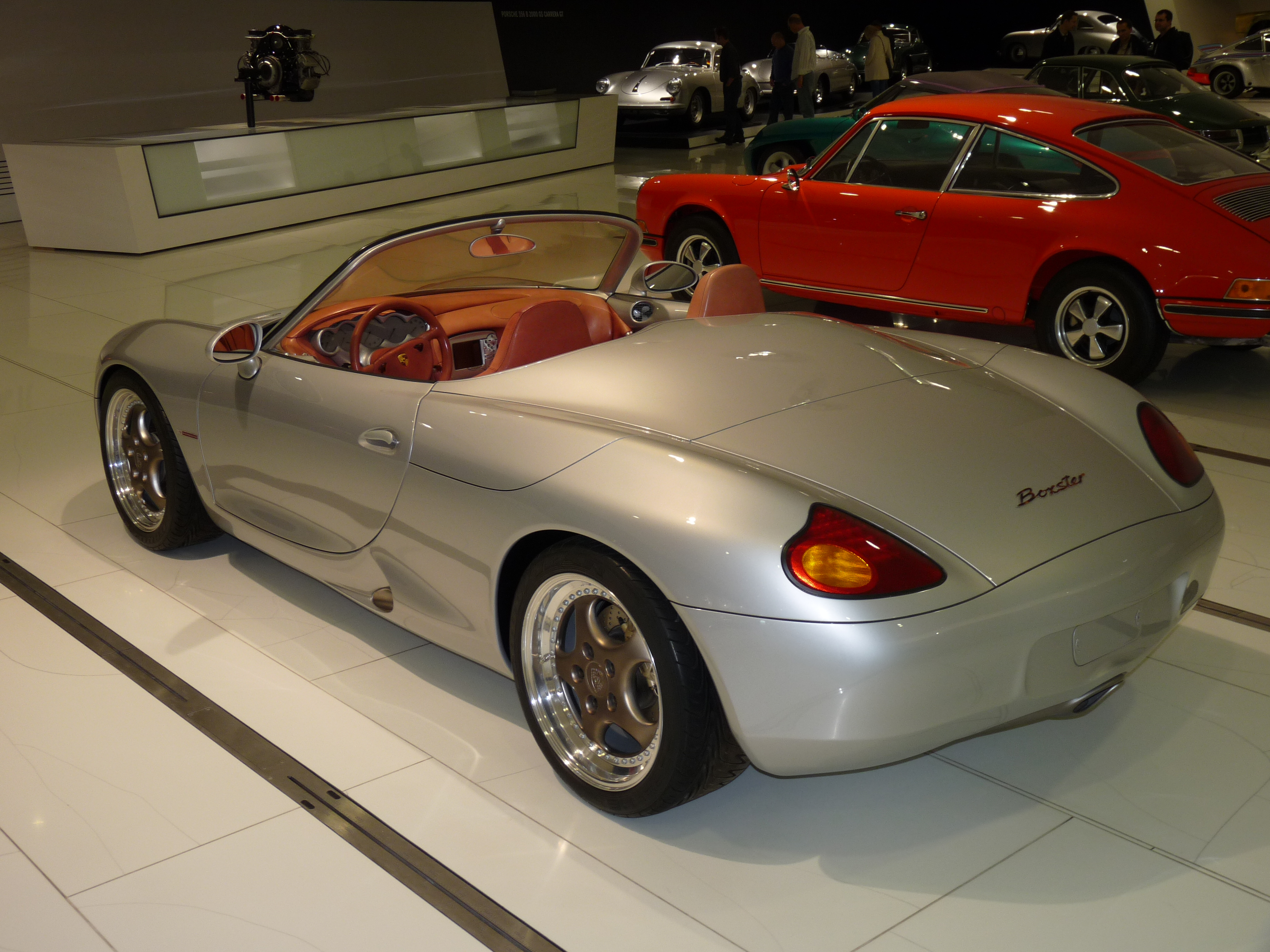
Il prototipo Boxster (Porsche Museum) (posteriore)

Sin dal 1991 il responsabile del settore Ricerca & Sviluppo Porsche, Horst Marchart, ritenne che fosse arrivato il momento di realizzare un modello sportivo di accesso alla gamma della casa tedesca, che condividesse il maggior numero possibile di componenti con la futura Porsche 911 996.
La decisione definitiva circa la realizzazione della Boxster giunse agli inizi del 1992, quando l'A.D. Arno Bohn annunciò la cancellazione del progetto di una berlina a quattro porte (la mai realizzata Porsche 989) e confermò invece gli investimenti necessari alla realizzazione di una roadster a due posti, in linea con la storia della Porsche, quindi a motore posteriore/centrale nonché dotata di propulsore di progettazione interna.
Lo stile della futura roadster, influenzato da alcune vetture da competizione Porsche del passato come la Porsche 550 e la Porsche 718, venne definito dal responsabile del design (Harm Lagaay) sulla base del modello realizzato dallo statunitense Grant Larson.
Il prototipo della Boxster, privo di propulsore e relativa meccanica, venne esibito per la prima volta al salone di Detroit del 1993: si trattava del primo modello della Casa tedesca completamente nuovo dopo 19 anni, ricalcando lo schema della prima Porsche 356 realizzata a Gmund da Ferry Porsche (356-001), vale a dire roadster a due posti secchi e motore in posizione centrale.
La Boxster avrebbe infatti dovuto colmare una grande lacuna nella propria gamma: vale a dire una roadster sportiva da collocare al di sotto della Porsche 993, quest'ultima tra l'altro in calo di vendite negli ultimi anni, specialmente nell'importante mercato USA. Altro obiettivo del nuovo modello era allargare la clientela del Marchio verso il basso, ma senza rinnegare i valori che avevano portato al successo la Porsche 356.
Il prototipo, attualmente conservato presso il Porsche Museum di Stoccarda, destò grandissimo interesse presso pubblico e stampa specializzata, sia al salone di Detroit che al salone di Ginevra.
La vettura definitiva, presentata nel marzo 1996 (sigla interna di progetto: 986) ed entrata in produzione il 18 agosto dello stesso anno, presentava numerose differenze estetiche rispetto al prototipo, specie all'esterno, nonché dimensioni e peso maggiori a causa dell'adeguamento alle normative in materia di sicurezza e inquinamento ed all'aggiunta degli accessori indispensabili per l'omologazione stradale.
La Boxster definitiva risulta circa 30 cm più lunga del prototipo principalmente a causa dell'aumento della cubatura dei due bagagliai, indispensabile per permetterne un utilizzo pratico.
La denominazione "Boxster", come affermato dalla casa, deriva dalla fusione di due termini, legati alle caratteristiche intrinseche della vettura: il Motore boxer (motore a cilindri contrapposti) disposto in posizione centrale e la carrozzeria da roadster sportiva a due posti secchi.
Da notare che si tratta del primo veicolo nella storia della casa a non avere una denominazione numerica.
La vettura fu la prima Porsche con propulsore raffreddato a liquido e motore centrale; per l'occasione vennero introdotti un nuovo telaio ed un nuovo design (questi ultimi poi ripresi dalla Porsche 996 che entrerà in produzione nel 1998); i due team di progettazione delle 986 e 996 lavorarono infatti in parallelo ed a stretto contatto.

## 986 (1996-2004)

### 1996: la prima Boxster

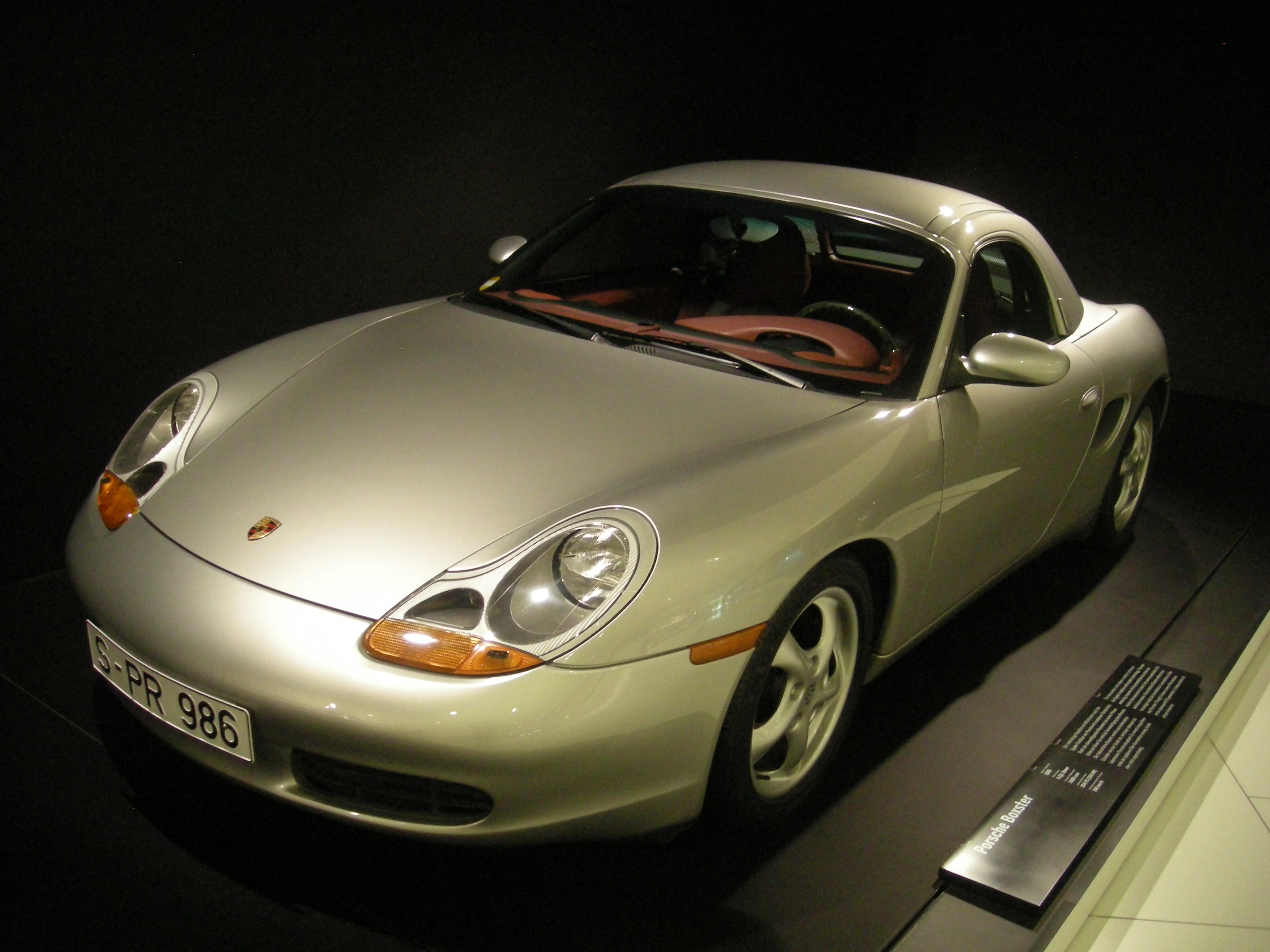
La prima Boxster di serie al Porsche Museum

Nel triennio 1996-1999 a spingere la Boxster c:è un motore a cilindri contrapposti da 2,5 litri, raffreddato a liquido e strettamente imparentato al 3,4 litri della futura 996, avente doppio albero a camme per ciascuna delle due bancate, 6 cilindri e testate a 4 valvole per cilindro, in grado di sviluppare 204 CV che trasferisce alle ruote posteriori attraverso un cambio manuale a 5 marce (di serie) o un cambio automatico-sequenziale Tiptronic, sempre a 5 marce, su richiesta.

Il telaio è analogo a quello che sarà utilizzato per la nuova 996 che entrerà in produzione nel 1998, opportunamente adattato per accogliere il motore centrale. L'utilizzo del maggior numero possibile di componenti in comune permette una cospicua riduzione dei costi di produzione.

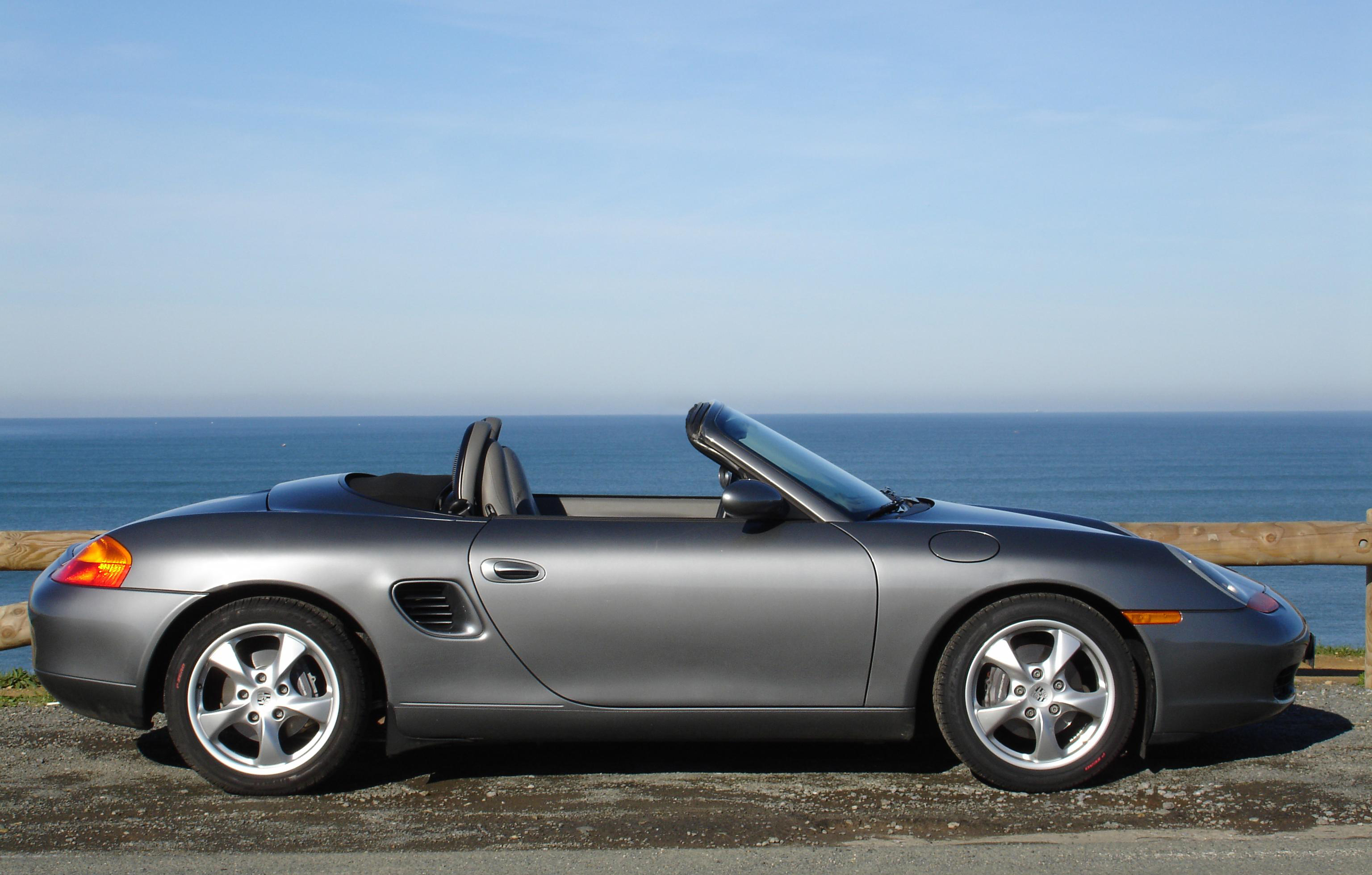
Boxster 986 MkI, vista laterale

La capote è semiautomatica (sgancio manuale e movimento elettrico) in tessuto a tre strati, con un tempo per l'apertura o la chiusura di 12 secondi, tra i più bassi in assoluto per una roadster. I freni sono a disco autoventilanti, di serie su tutte le ruote, mentre i cerchi sono in lega di alluminio da 16 pollici. La velocità massima dichiarata è di 245 km/h grazie soprattutto alla raffinata aerodinamica della vettura, dovuta all'attento studio dei flussi in galleria del vento ed al sottoscocca rivestito, come avviene sulle vetture stradali più sportive: il CX dichiarato è pari a 0,31 (valore destinato a calare negli anni sino a 0,29). L'accelerazione dichiarata dalla Casa da 0 a 100 km/h è di 7 secondi.
Porsche dichiara sin dall'inizio che la lubrificazione del propulsore è affidata al carter secco cosiddetto "integrato": il carter secco è utilizzato sulle auto da competizione e sulle vetture stradali più sportive per abbassare il baricentro della vettura e migliorare la lubrificazione del propulsore in curva. In realtà il sistema utilizzato sulla Boxster non è un vero e proprio carter secco, bensì si tratta di un sistema ibrido analogo ai tradizionali e più economici carter umidi, come peraltro avviene su tutta la produzione Porsche raffreddata a liquido (con le uniche eccezioni dei modelli più sportivi quali la Porsche 911 GT3 o i modelli Porsche 911 turbo 996 e 997 MkI con propulsore da 3,6 litri con basamento derivato dalla Porsche 964).
La Boxster ripropone, praticamente identico sino ai montanti, fatta eccezione per la forma delle prese d'aria dello scudo anteriore, l'avantreno della 996, compresi i discussi fari dalla forma nuova (ironicamente definiti dagli appassionati a "uovo fritto"), che verranno abbandonati con il modello 987, nonché le sospensioni anteriori con sistema MacPherson. Le sospensioni posteriori sono anch'esse derivate dal sistema MacPherson e quindi differenti rispetto alla 996, anche per via del motore centrale e non a sbalzo come sulla sorella maggiore.
Caratteristica peculiare della produzione Porsche è la presenza di uno specifico spoiler retrattile sulla coda: al fine di migliorare la tenuta di strada del retrotreno, a velocità superiori ai 120 km/h si alza, rimanendo in posizione finché il veicolo non scende a velocità inferiori a 80 km/h: pertanto a veicolo fermo o a bassa velocità resta celato alla vista, anche al fine di non modificare la linea della Boxster. Un apposito interruttore nell'abitacolo permette comunque di alzarlo o abbassarlo a piacimento.
Sin dalla prima versione propone inoltre due caratteristiche prese d'aria nella parte posteriore delle fiancate, indispensabili per alimentare il propulsore di aria fresca e permettere lo sfogo di quella calda; sono in tinta con la carrozzeria e sono poste più in alto rispetto al prototipo del 1993 per evitare di intasarsi con il fango ed altri materiali che eventualmente potrebbero depositarvisi.
Il terminale di scarico è centrale ad uscita singola ovale. La Boxster monta di serie cerchi in lega da 16 pollici (in opzione da 17).
La produzione, inizialmente effettuata dalla Porsche presso gli stabilimenti di Stoccarda per primi 30.000 esemplari circa, venne in gran parte demandata - sin dal settembre 1997 - alla finlandese Valmet Automotive a causa della elevata domanda; propulsore e cambio erano comunque prodotti per intero a Stoccarda, per essere poi inviati in Finlandia per l'assemblaggio delle vetture.

### M.Y. 2000: Boxster S

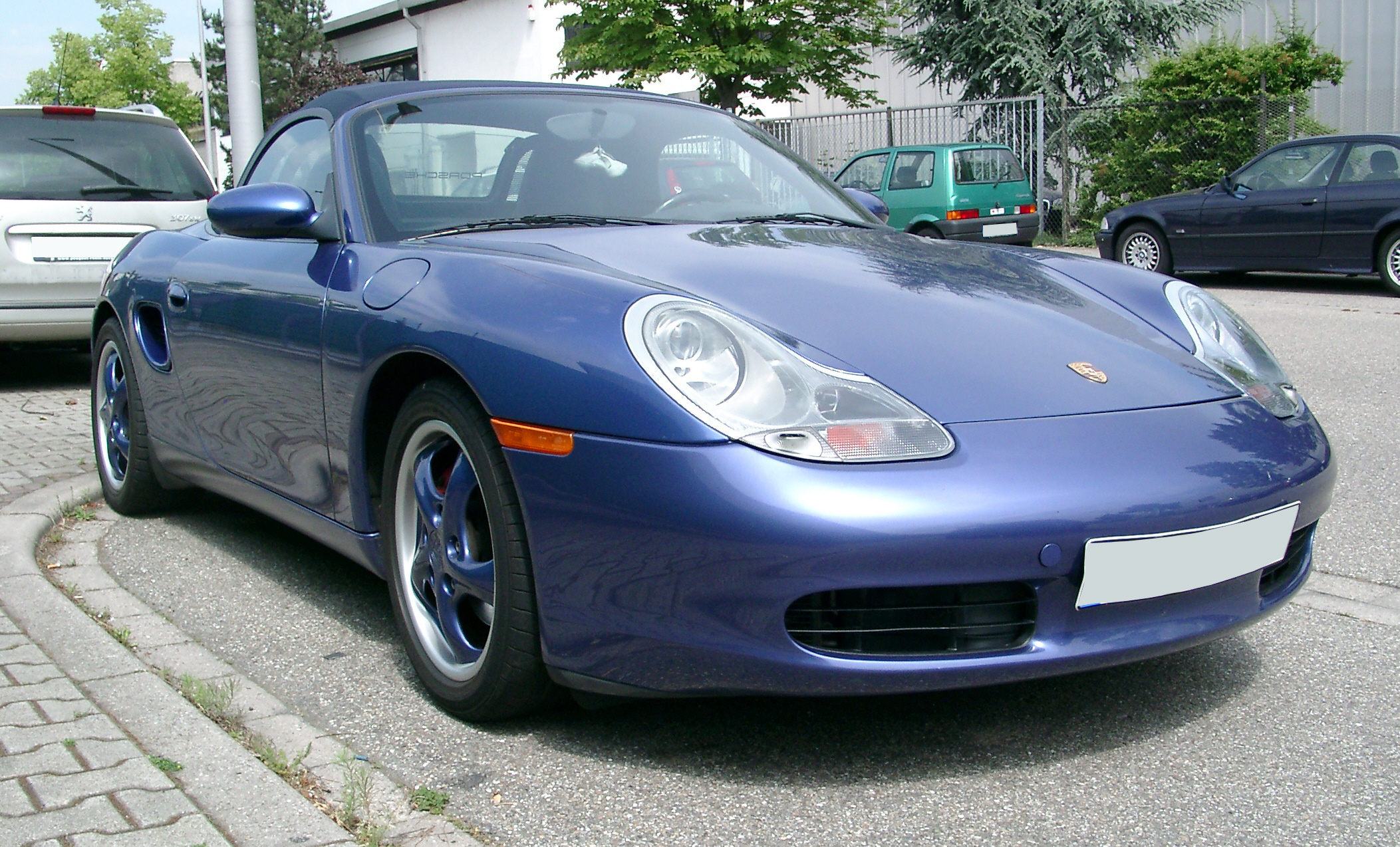
Porsche Boxster S

Con il M.Y. 2000 (in produzione dagli ultimi mesi del 1999) la Boxster è affiancata dal più potente modello S con cilindrata aumentata a 3,2 litri, in grado di erogare 252 CV: la velocità massima dichiarata supera ora i 260 km/h. Oltre al propulsore di maggiore cubatura, la versione S propone di serie cerchi in lega da 17 pollici, dischi freno maggiorati, un allestimento di accessori più ricco ed un nuovo cambio manuale a 6 marce. È inoltre presente una nuova presa d'aria al centro del paraurti anteriore, avente funzione estetica e di apporto di aria fresca nel caso in cui la vettura monti il cambio Tiptronic: in tal caso al centro del paraurti è infatti posizionato lo scambiatore di calore (intercooler). Il terminale di scarico, per differenziarsi dalla versione base, è sempre centrale ma con uscita sdoppiata.
Con il M.Y. 2000 la Boxster aumenta la cilindrata a 2,7 litri e la potenza a 220 CV. La velocità massima è ora superiore a 250 km/h, mentre la carrozzeria e gli interni, fatta eccezione per piccole modifiche ai paraurti ed ai fari anteriori (ora con gli indicatori di direzioni bianchi anziché rossi) restano sostanzialmente invariati, inclusi i discussi fari dalla forma "a uovo".
Va sottolineato che l'introduzione della S e l'aumento di potenza e coppia, sono dovuti alle pressanti richieste della clientela e della stampa specializzata che ritenevano non adeguate le prestazioni della prima Boxster con propulsore da 2,5 litri, specialmente ai bassi e medi regimi di rotazione del propulsore (ciò è riportato in pressoché tutte le pubblicazioni che si occupano di Boxster).

### M.Y. 2003: 986 MkII

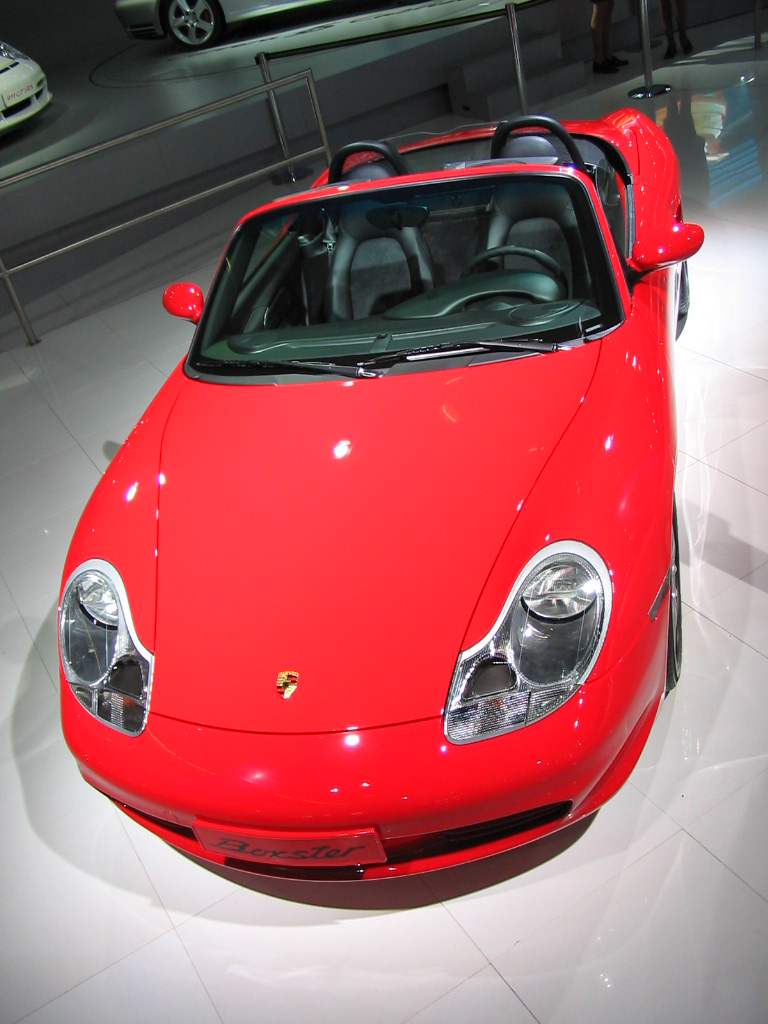
Boxster 986 mkII

A partire dal M.Y. 2003 (in produzione dall'autunno 2002) viene effettuato un leggero restyling: la Boxster aumenta la potenza a 228 CV e la Boxster S a 260 CV, essenzialmente a causa di una differente gestione elettronica; i propulsori restano quindi quasi invariati.
Entrambe le versioni acquistano il lunotto in vetro riscaldabile, in luogo del precedente in materiale plastico (che col tempo tendeva ad opacizzarsi) ma dalle dimensioni più ridotte. Vengono apportate inoltre modifiche a sterzo, sistema di navigazione e interni: nell'abitacolo, lato passeggero, compare finalmente un vano portaguanti.
I paraurti presentano ora piccole differenze rispetto ai precedenti nelle prese d'aria anteriori e nella forma, con conseguenti modifiche anche per lo spoiler. Il sistema PSM di gestione elettronica della stabilità è ora offerto in opzione, così come i fari allo xeno, in alternativa ai fari alogeni di serie (sistema Porsche Litronic).
Presso gli stabilimenti finlandesi la produzione, ad agosto 2003, raggiunge la ragguardevole cifra di 100.000 unità.
La 986 mkII rappresenta il "canto del cigno" per la Boxster 986 che, sulla falsariga della Porsche 911, verrà presto sostituita da un modello completamente nuovo. La produzione della 986 cessa nel 2004 con la serie limitata 550 spyder (vedasi la sezione apposita).

## 987 (2005-2011)

### 2005: 987 mkI

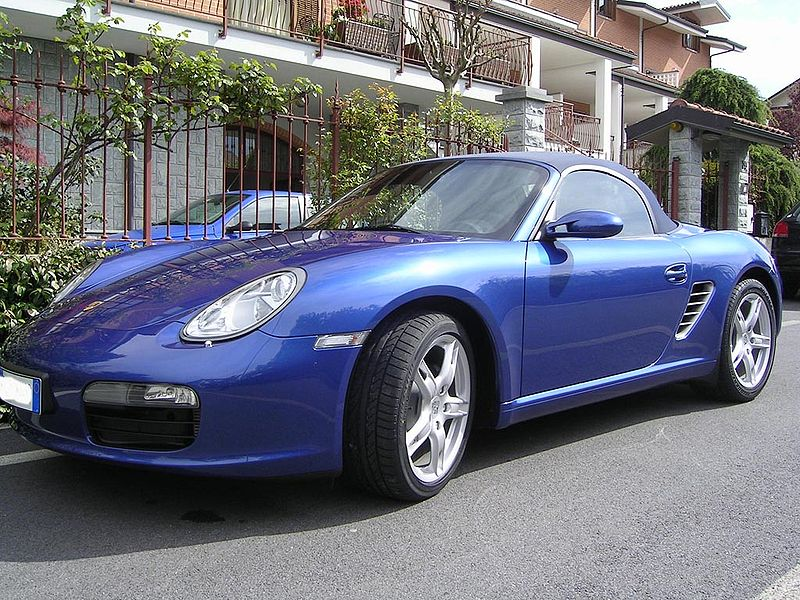
Boxster 987, vista anteriore

Porsche presenta il nuovo modello (M.Y. 2005) al Salone dell'Auto di Parigi del settembre 2004, mentre la produzione inizia nel mese di novembre dello stesso anno.

Le numerose modifiche a livello di carrozzeria, interni e meccanica (in totale l'80% delle componenti sono inedite) giustificano una nuova sigla interna di progetto (987). Il nuovo modello prevede ora fari ovali dalla forma più vicina alla tradizione della Casa, seppur differenti da quelli della coupé a motore posteriore; i nuovi fari bixeno, evoluti rispetto ai precedenti, sono proposti in alternativa ai fari alogeni di serie.

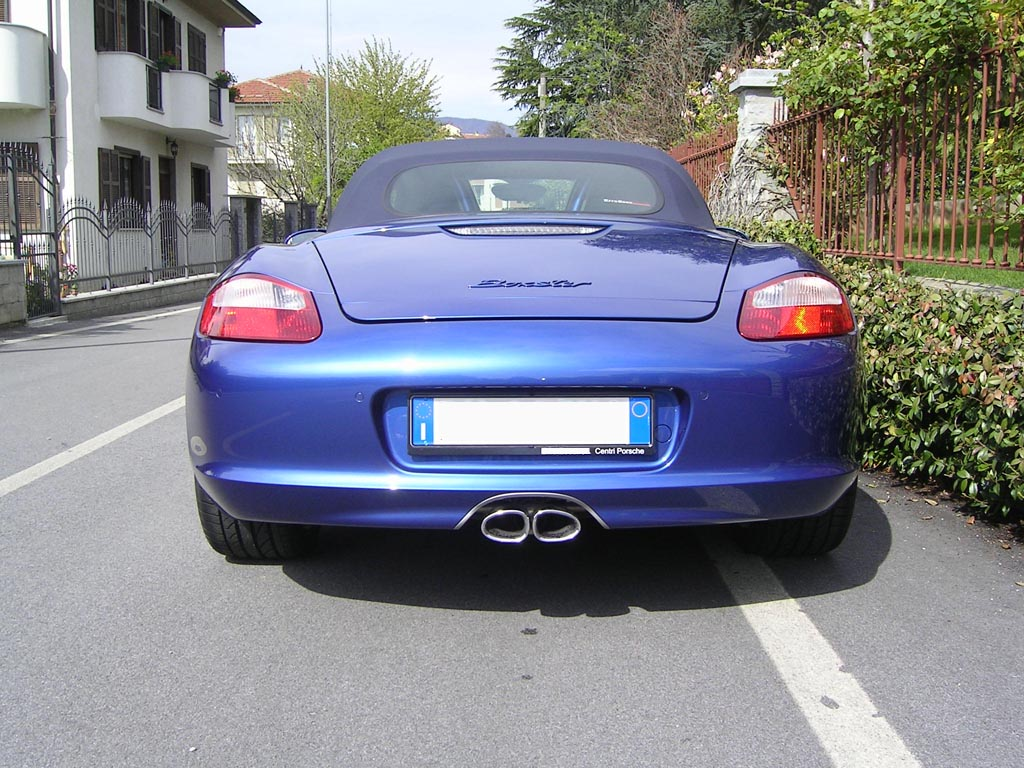
Boxster 987, vista posteriore

La carrozzeria della 987 è ora del tutto diversa rispetto a quella della Porsche 911 (fatta eccezione per specchietti retrovisori e portiere) a differenza di quanto avveniva per la 986, che presentava un avantreno essenzialmente identico alla 996 sino ai montanti: è evidente in questo senso l'influenza del design della Porsche Carrera GT, specialmente sull'avantreno; inoltre si cerca di differenziare maggiormente dal punto di vista estetico le due famiglie di vetture (987 e 997).
Le prese d'aria sulle fiancate vengono ridisegnate: sono ora più ampie rispetto alla 986, più sviluppate verso il basso nonché verniciate in colore titanio anziché in tinta vettura. I terminali di scarico rimangono centrali ad una uscita ovale (Boxster) e due uscite (Boxster S) ma vengono anch'essi ridisegnati.
La Boxster S, sempre con propulsore di 3,2 litri, aumenta la potenza da 260 a 280 CV grazie all'adozione del nuovo sistema di fasatura delle valvole (sistema VarioCam) e alle modifiche allo scarico ed al sistema di gestione elettronica del motore. La velocità massima dichiarata è ora di 268 km/h.
Anche il propulsore della nuova Boxster mantiene la precedente cubatura di 2,7 litri, ma guadagna la fasatura delle valvole più spinta (sistema Variocam) e nuovi sistemi di scarico e di gestione elettronica, che determinano l'aumento della potenza da 228 a 240 CV; la velocità massima dichiarata è di 256 km/h.
Vengono rivoluzionati gli interni, simili a quelli della contemporanea 911 (sterzo, sedili, pannelli delle portiere, cassetto portaoggetti e altri particolari sono gli stessi); l'abitacolo acquista qualche centimetro di spazio rispetto alla 986, rinnovati sistemi audio e di climatizzazione, nuove colorazioni e forme delle plastiche, pellami in colorazioni differenti, nuovi sedili più sportivi, un nuovo sistema di navigazione satellitare e nuovi volanti sportivi con cuscino centrale triangolare. La capote a tre strati è leggermente modificata, anche nella colorazione dei tessuti, per adeguarsi all'abitacolo leggermente ingrandito; inoltre non vi sono più differenze di finitura tra le capote della versione base e della S, come accadeva con la 986.
Gli specchi retrovisori esterni sono ridisegnati e presentano ora un'apertura nel supporto, al fine di ridurre i vortici aerodinamici in velocità.
La Boxster monta di serie cerchi in lega da 17 pollici (in opzione da 18 e 19 pollici), la S da 18 (in opzione 19 pollici).
Il sistema PSM di gestione elettronica della stabilità è ora di serie su entrambe le versioni, a differenza dei vecchi modelli. Sulla S sono ora disponibili in opzione i dischi freno in materiale carboceramico, già disponibili per la 911.
Il telaio, il propulsore, la trasmissione e l'impostazione di base restano analoghi al modello precedente, nel segno della tradizione della Casa, la quale tende a rinnovare ed affinare nel tempo i propri modelli, senza introdurre - di regola - veri e propri stravolgimenti.

### M.Y. 2007: prime modifiche per la 987

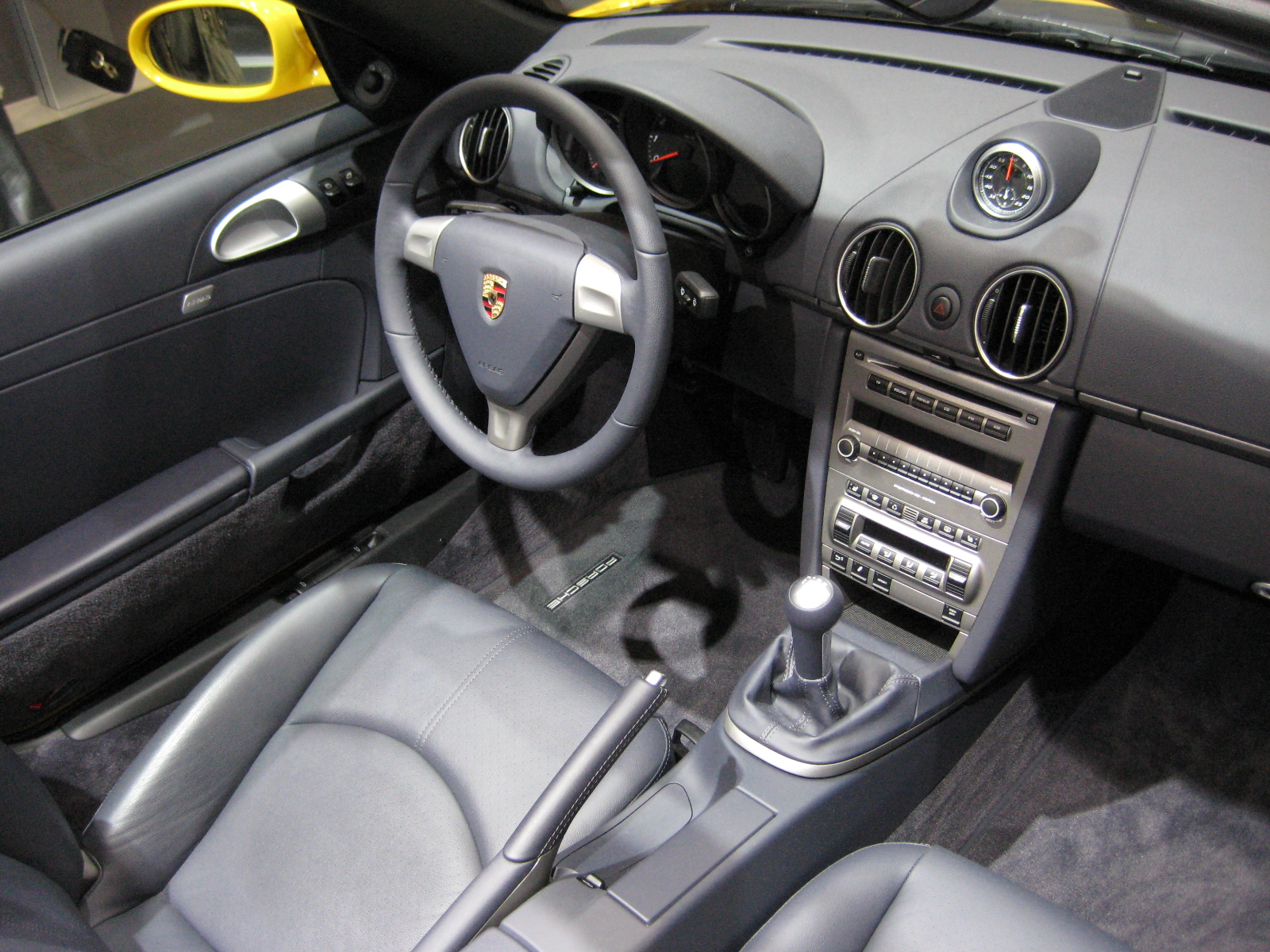
Interni della Boxster 987

Nel catalogo del 2007 i modelli Boxster sono sempre equipaggiati dal propulsore da 2,7 litri, ma ulteriormente sviluppato ed erogante 245  CV e da un nuovo propulsore di 3,4 litri e 295  CV per la versione S: l'utilizzo di un variatore di fase (sistema Variocam Plus) evoluto rispetto al precedente, nonché l'aumento della cilindrata per la Boxster S, giustificano i guadagni di potenza - rispettivamente 5 e 15  CV - in confronto alle versioni precedenti (M.Y. 2005 e M.Y. 2006).
Da sottolineare che il propulsore più grande era già stato inaugurato nel 2006 dalla nuova Porsche Cayman S (modello gemello della Boxster, tanto che utilizza la stessa sigla interna di progetto 987): quest'ultima acquisterà a sua volta nel 2007 il propulsore da 2,7 litri e 245  CV della Boxster sulla propria versione base.
A livello di interni e di carrozzeria non si segnalano particolari modifiche, se non aggiornamenti nelle colorazioni disponibili.
La velocità massima dichiarata è ora di 258 km/h, 272 per la versione S. Anche L'accelerazione da 0 a 100 km/h risulta migliorata, così come i valori di coppia, specie sulla S (vedasi le tabelle con i dati tecnici).

### M.Y. 2009: 987 mkII

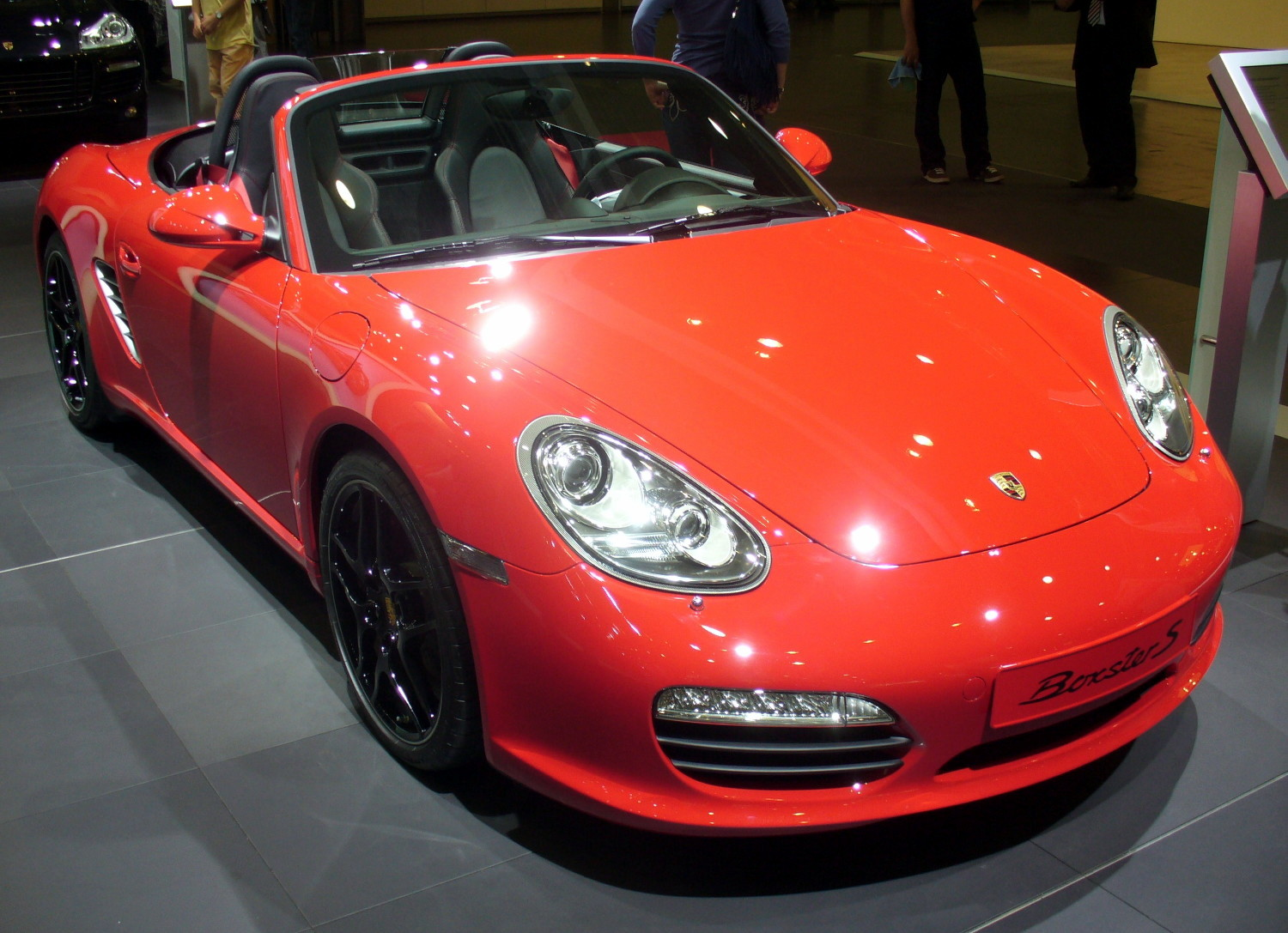
Boxster S 987 MkII, vista anteriore

Per il modello 2009 (in produzione da fine 2008) è previsto un leggero restyling estetico, che comporta modifiche a terminali di scarico, paraurti, fari e specchi retrovisori esterni, questi ultimi ingranditi per adattarli alle rinnovate normative di omologazione ed identici a quelli montati sulla 997; peraltro la sigla interna di identificazione resta invariata (987) a dimostrazione del fatto che non si tratta di un nuovo modello bensì di un restyling.
Gli interni rimangono invariati, fatte salve modifiche allo sterzo (con cuscino centrale tondo) ed ai sistemi audio e di navigazione satellitare, quest'ultimo sempre in opzione. Ora anche la Boxster "base" presenta un'apertura (con funzione estetica) al centro del paraurti anteriore, in precedenza esclusiva della versione S.

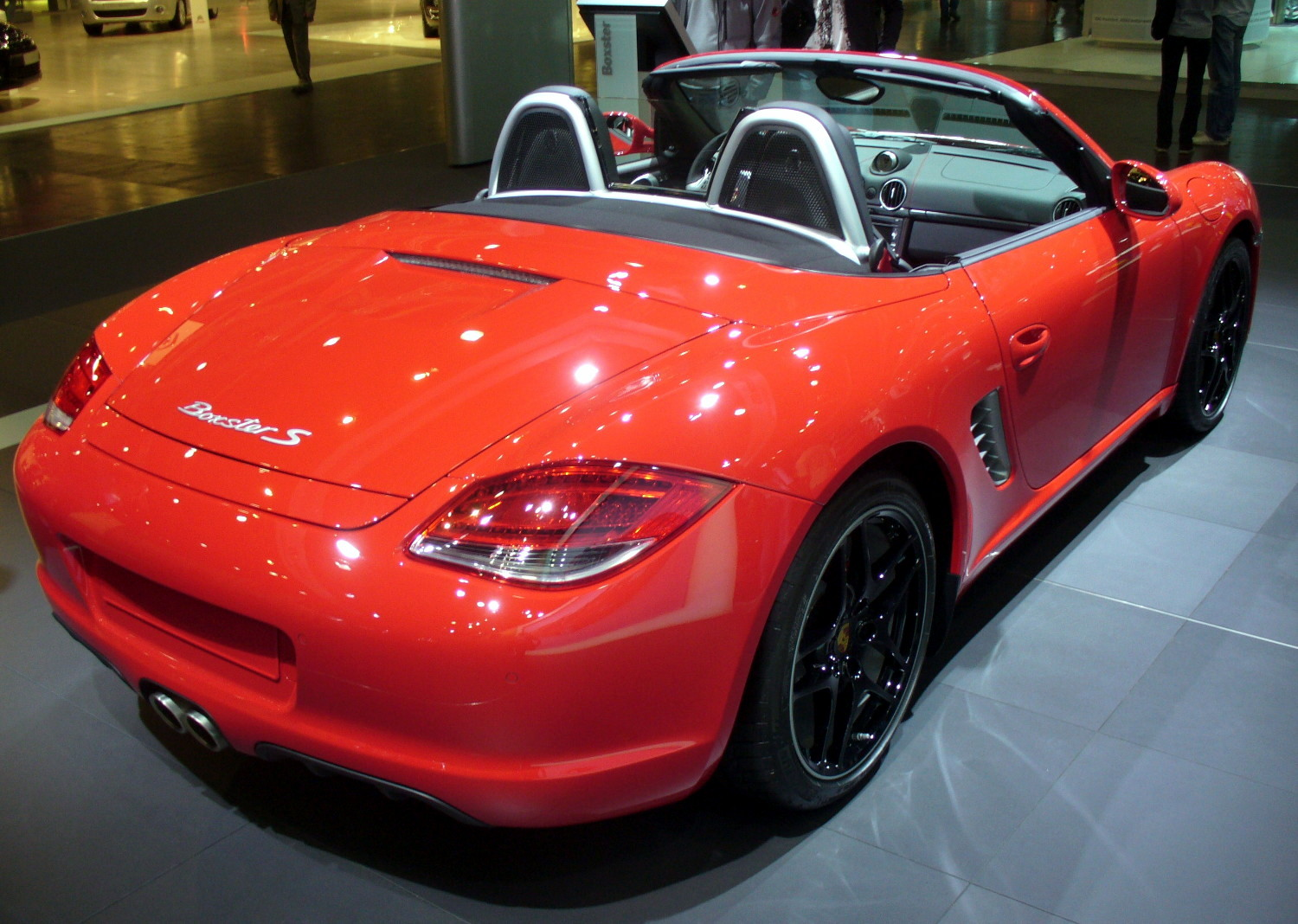
Boxster S 987 MkII, vista posteriore

I terminali di scarico centrali vengono modificati: sulla Boxster è di forma rettangolare, sulla S è tondo a due uscite. Il paraurti posteriore presenta ora due estrattori aerodinamici in colore nero, aventi funzione estetica, come dimostrato dal CX invariato di 0,29-0,30.
I propulsori disponibili sono i seguenti: il 2,7 litri aumenta la cubatura a 2,9 litri, i cavalli passano da 245 a 255 e la velocità massima dichiarata raggiunge i 263 km/h, grazie anche al nuovo cambio manuale a 6 marce, lo stesso già montato in precedenza sulla versione S: va sottolineato che ormai il modello base ha prestazioni almeno pari a quelle della 986 S, pur con un motore di cubatura inferiore, a dimostrazione del continuo affinamento dei propulsori e delle caratteristiche tecniche dei modelli di casa Porsche.
Il sistema Bosch di iniezione indiretta sequenziale del carburante è analogo a quello utilizzato sulla 987 mkI; sulla S il motore da 3.4 litri acquista per la prima volta l'iniezione diretta, in concomitanza con i nuovi propulsori della gamma 911 nel frattempo presentati, giungendo alla soglia dei 310 CV per 274 km/h di velocità massima dichiarata, con un'accelerazione dichiarata di 5,2 secondi per il passaggio da 0 a 100 km/h. Tuttavia entrambi i propulsori sono riprogettati completamente, pur mantenendo l'impostazione di base dei precedenti: lo dimostra il fatto che il famigerato albero intermedio di trasmissione sia stato eliminato, anche sul propulsore di base.
È disponibile in opzione, per la prima volta, il differenziale autobloccante meccanico, utile a migliorare la trazione del veicolo in curva e le prestazioni in pista.
Le dimensioni dei cerchi restano invariate (da 17 e 18 pollici, in opzione da 19) ma cambia il disegno sia per quelli di serie che per quelli opzionali.
Entrambe le versioni, in alternativa al cambio manuale a 6 marce, possono montare il moderno cambio automatico a doppia frizione PDK (Porsche Doppelkupplung), dotato di 7 marce e già presentato in occasione del recente restyling della 911, che va a sostituire il vecchio sistema Tiptronic S.
Il volante sportivo di serie è lo stesso già montato sui modelli 911 e Panamera, a tre razze e cuscino centrale tondo.
Dalla primavera del 2010 è disponibile in opzione anche il volante sportivo con palette per il cambio marcia per i modelli dotati del PDK, verosimilmente a causa delle critiche della stampa specializzata circa la logica di funzionamento del suddetto cambio mediante i tradizionali tasti presenti sulle razze dello sterzo.
I fari bixeno, ora con sistema di regolazione dell'orientamento in curva, restano disponibili in alternativa ai fari alogeni di serie, peraltro modificati rispetto ai precedenti. La Boxster dispone ora di serie del sistema elettronico di assistenza all'avviamento in salita (Porsche Drive-Off Assistant) nonché di luci di posizione, anabbaglianti, stop e fendinebbia con tecnologia LED (in precedenza utilizzate soltanto per il terzo stop).

### 2010: Boxster Spyder

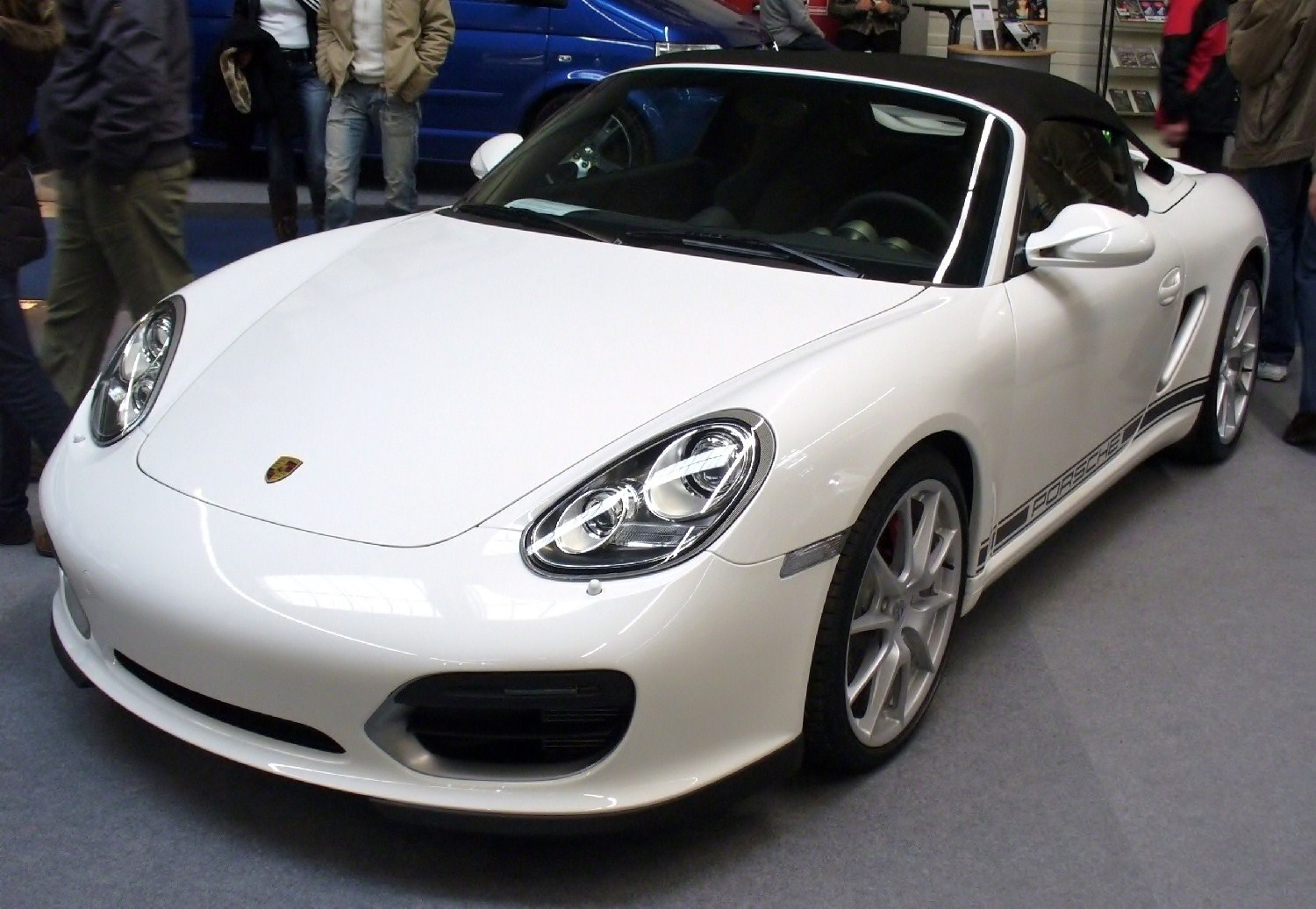
Boxster Spyder, vista anteriore

Nel dicembre 2009 Porsche presenta la Boxster Spyder al salone di Los Angeles: la base di partenza è la Boxster S mkII, quindi con propulsore a iniezione diretta da 3,4 litri, la potenza è di 320  CV (identica alla Cayman S); la vettura è disponibile a partire dalla primavera 2010.

La Boxster Spyder viene alleggerita di circa 80 kg - rendendola così la Porsche più leggera in produzione - grazie a: eliminazione della capote elettrica (21 kg risparmiati), sostituita da una copertura di fortuna di colore nero in due pezzi da utilizzarsi in caso di pioggia leggera e sino a 200 km/h, portiere in alluminio (oltre ai due cofani in alluminio, come su tutti i modelli Boxster) che hanno permesso un risparmio di 15 kg, cerchi alleggeriti da 19 pollici in design specifico, sedili sportivi a guscio (-12 kg), eliminazione del climatizzatore (-12 kg) e del sistema audio (-3 kg), eliminazione delle leve apriporta, sostituite da cinghie in colore rosso, dei portabevande e della palpebra della strumentazione.

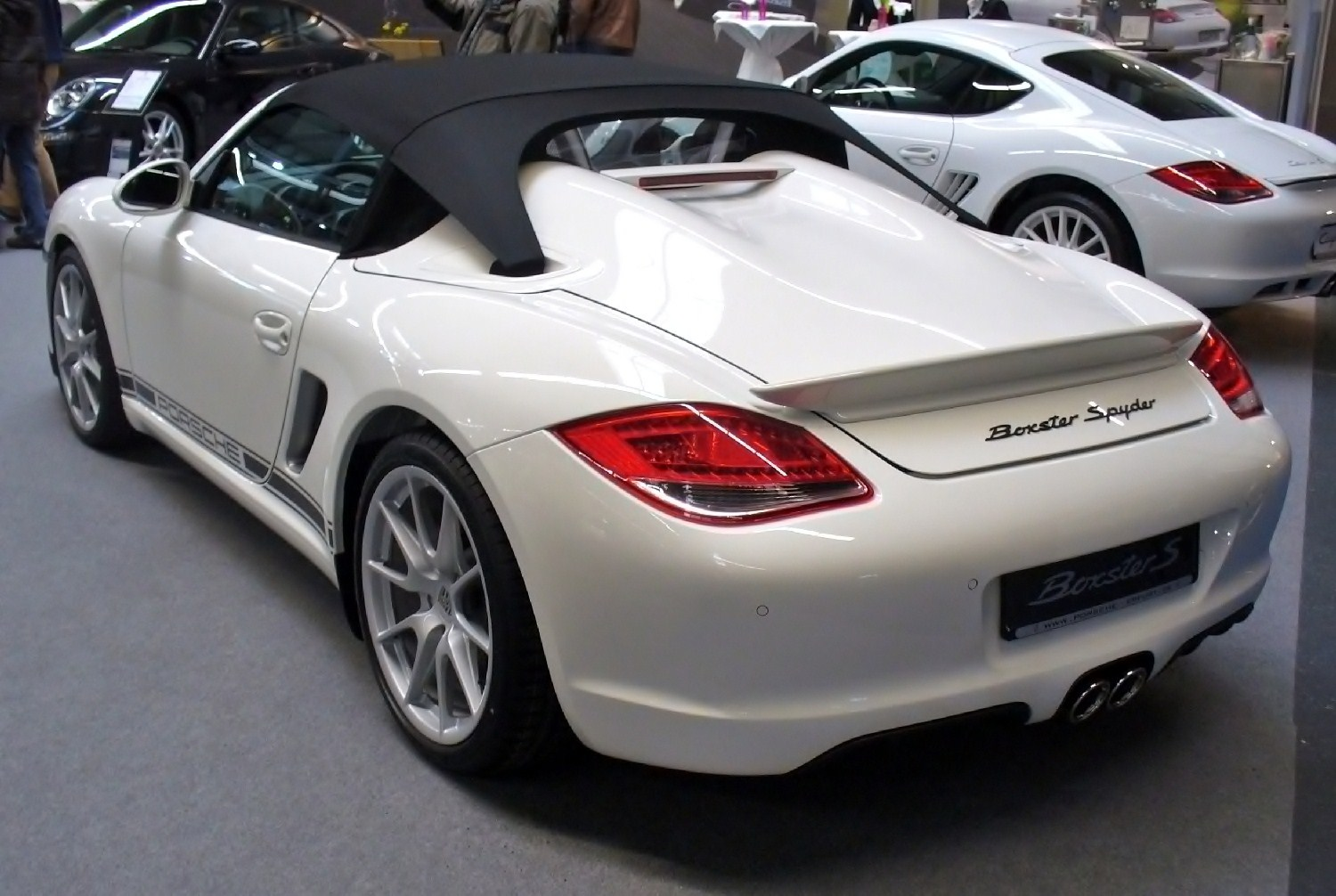
Boxster Spyder, vista posteriore

Dal punto di vista estetico e funzionale, vi sono alcune modifiche: dietro i roll bar sono presenti due gobbe aerodinamiche in tinta vettura, al di sotto delle quali viene riposta la capote di fortuna in due pezzi, inoltre sono state modificate le prese d'aria anteriori e quelle laterali, coperte da grate scure: la Spyder si differenzia pertanto anche nella linea laterale rispetto alle altre vetture della famiglia 987, nell'ottica della semplicità e della leggerezza tipiche di modelli del passato come la Porsche 550 e la 911 Speedster. Posteriormente appare la dicitura specifica del modello.
La vettura monta il differenziale autobloccante meccanico sull'asse posteriore. Disponibile come optional il sistema elettronico Launch Control che migliora l'accelerazione in fase di partenza.
Gli interni sono ora dotati di volante sportivo, pannelli porta alleggeriti, tunnel centrale e modanatura cruscotto verniciati in colore carrozzeria. Lo schema delle marce sul pomello del cambio è in colore rosso, così come le cinture di sicurezza.
Lo scarico è quello della versione S a due uscite tonde e verniciato di nero, disponibile come optional lo scarico sportivo. Il serbatoio del carburante ha una capacità ridotta dallo standard di 64 litri a 54 litri.
Il telaio è abbassato di 20 mm rispetto alle altre Boxster (e le sospensioni appositamente ritarate) mentre il cambio è lo stesso manuale a 6 rapporti, optional il cambio PDK. Lo spoiler posteriore è fisso, a differenza degli altri modelli Boxster.
I colori disponibili per la carrozzeria sono bianco crema, nero, rosso, bianco Carrara con scritta "Porsche" in contrasto sulle fiancate, oltre ai metallizzati nero basalto, blu acqua ed argento. I rivestimenti interni in pelle sono disponibili negli stessi colori delle altre Boxster.
La Casa dichiara un tempo per l'accelerazione da 0 a 100 km/h di 5,1 secondi (4,8 con il launch control inserito) ed una velocità massima di 267 km/h, che scendono a 200 qualora si chiuda la capote di fortuna.
Il cx dichiarato sale a 0,30 (0,31 per la Boxster Spyder dotata di PDK): si tratta dei valori più elevati della gamma.
Da notare che la Spyder non è una serie limitata, bensì il terzo modello della gamma, ed è stata prodotta su ordinazione sino all'inizio del 2012, termine della carriera commerciale della serie 987.

### 2011: termina la produzione Valmet
Le Boxster M.Y. 2011 non presentano particolari novità tecniche rispetto a quelle prodotte l'anno precedente, in attesa del debutto della nuova versione (sigla interna di progetto: 981).
Terminato il contratto che vincola Porsche e Valmet Automotive, a partire da maggio 2011 tutti i modelli Boxster e Cayman sono prodotti esclusivamente nello stabilimento Porsche di Stoccarda: l'ultima 987 (una Cayman R) esce dalle linee di produzione finlandesi della Valmet il 2 maggio 2011, dopo 168.477 Boxster e 59.413 Cayman prodotte
Da notare che a fine giugno 2011 la Casa di Zuffenhausen annuncia la produzione dell'esemplare n. 300.000 (incluse le Cayman).

## 981 (2012-2015)

### 2012: nasce la 981

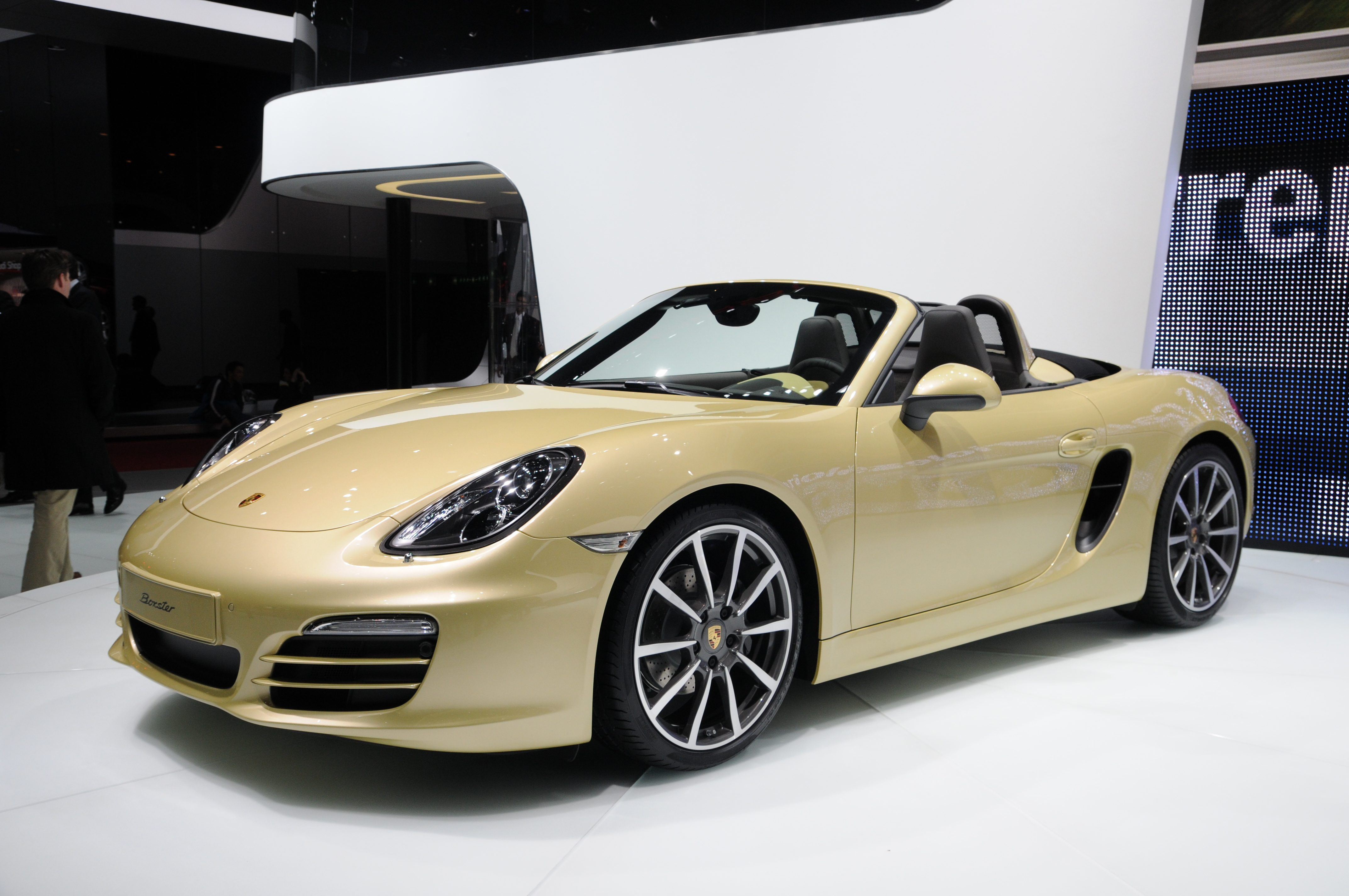
Boxster 981 al Salone di Ginevra del 2012

Al salone di Ginevra del 2012 (ma la Casa ufficializza la presentazione sin dal mese di gennaio) viene presentata la nuova Boxster, sigla interna di progetto 981, nelle due versioni: Boxster da 2,7 litri di cilindrata per 265 CV (10 CV aggiuntivi rispetto alla 987 MkII), Boxster S nella classica cilindrata di 3,4 litri per 315 CV di potenza (5 CV aggiuntivi rispetto alla 987 MkII) entrambe con iniezione diretta del carburante.
Ora i cerchi sono da 18 pollici, ma con spalla più alta rispetto alle 987, per la versione base e da 19 pollici per la S; in opzione sono disponibili cerchi da 19 e 20 pollici. Viene inoltre mantenuto lo spoiler posteriore estraibile sia in automatico che manualmente, ma con un design differente: ora infatti lo spoiler, sporgente rispetto alla linea del cofano, si sovrappone ai gruppi ottici (con tecnologia LED, non presenti sulla Cayman).
Le prese d'aria laterali presentano un disegno differente, risultando più ampie ed infossate nella fiancata; inoltre ora entrambe aspirano l'aria fresca per alimentare il motore e contemporaneamente fanno sfogare l'aria calda; di conseguenza sono presenti due filtri dell'aria, in pratica uno per bancata: è la prima volta che il sistema di aspirazione viene completamente riprogettato da quando esiste la Boxster.
Gli specchietti laterali, come sulla nuova 911 (991) nel frattempo presentata, sono ora ancorati alle portiere, in analogia a quanto accadeva sulle 911 raffreddate ad aria (sino alla 993) e sono solo parzialmente verniciati.
Entrambi i propulsori, come accade sul resto della gamma Porsche, dispongono ora del sistema 'start & stop' e del recupero dell'energia in frenata, che viene accumulata nella batteria, al fine di ridurre consumi ed emissioni, in analogia a quanto accade per gli altri marchi di auto sportive.
La linea, le dimensioni e le caratteristiche tecniche restano simili al modello precedente: il passo aumenta di 6 cm, l'altezza diminuisce di circa 1 cm e l'abitacolo è leggermente ampliato: in particolare, il disegno laterale e posteriore appare ora più affilato, per via delle ampie scalfature sulle fiancate e del differente design dei fari posteriori e dello spoiler. I fari anteriori, di serie alogeni sulla versione base e bixeno sulla S, hanno ora una forma più allungata e squadrata, in analogia con il resto della carrozzeria, e presentano luci diurne a LED. Optional su entrambe i fari bixeno adattivi, che si adattano autonomamente all'andamento delle curve. Da notare che il paraurti posteriore perde il finto estrattore aerodinamico delle 987 mkII.
Notevoli le differenze all'interno dove, a parte sedili e sterzo, sono numerosi i cambiamenti di stile nella strumentazione (ora con uno strumento digitale multifunzione a colori sulla destra), nella plancia, nel tunnel centrale più ampio ed in stile Panamera / 991 e nei pannelli porta. Le colorazioni degli interni e della capote ricalcano quelle precedenti, con l'aggiunta del grigio.
Invariata la capacità dei due bagagliai (150 litri + 130 litri) e del serbatoio carburante (64 litri); invariate anche le trasmissioni, ovvero cambio manuale a 6 marce, di serie su entrambe, e cambio PDK a 7 marce, sempre opzionale (con eventuali palette in alternativa ai pulsanti).
Notevoli anche le modifiche alla capote: il tempo dichiarato per l'apertura o la chiusura, effettuabili sempre sino alla velocità di 50 km/h, scende al valore record di 9 secondi; inoltre la capote, ora a comando interamente elettrico e quindi senza lo sgancio manuale, è anche apribile mediante un apposito tasto posto sulla chiave di accensione, e presenta un piccolo telaio centrale in magnesio, come sulla 991 Cabrio, che ne modifica la struttura, la forma e le modalità di ripiegamento rispetto alla 987.
Modificato lo sterzo, ora non più assistito dal classico servosterzo idraulico bensì da un nuovo servosterzo elettromeccanico, privo quindi del circuito idraulico, per ridurre consumi ed emissioni.
Come accade per la gamma 911, sono ora disponibili i supporti motore attivi (nell'ambito del pacchetto opzionale Sport Chrono) finalizzati a ridurre i movimenti del blocco motore, specialmente in curva, grazie ad appositi sensori. Sempre disponibile come optional il differenziale autobloccante meccanico a controllo elettronico, mentre il sistema frenante resta sostanzialmente invariato rispetto alla 987 eccetto per le maggiori dimensioni dei dischi.
Differente la forma dei due roll bar posti dietro i sedili: ora sono più piccoli e massicci, anche per via delle modifiche alla capote, e di conseguenza anche il frangivento opzionale ha forma diversa e dimensioni minori: in particolare il frangivento centrale, in precedenza in plexiglas rigido, è ora in materiale plastico deformabile e parzialmente opaco con conseguente riduzione della visibilità posteriore.
La nuova Boxster dichiara prestazioni leggermente superiori rispetto alla 987, a fronte di peso e consumi inferiori: in particolare, oltre ai due cofani, ora anche le portiere sono realizzate in alluminio (come sulla Boxster Spyder) al fine di diminuire il peso, sceso di circa 30 kg rispetto al modello precedente secondo quanto dichiarato dalla Casa.
Il propulsore della Boxster da 2,7 litri esprime una coppia massima, nonostante l'iniezione diretta, inferiore di 10 nm rispetto alla 987 mkII: è la prima volta nella storia della Porsche che un modello nuovo presenta una diminuzione dei valori di coppia (ma non di potenza, ora vicina alla soglia dei 100 CV/litro sul propulsore più piccolo). Peraltro va detto che il nuovo propulsore di base ad iniezione diretta deriva dal predecessore da 2,9 litri anziché dal vecchio motore da 2,7 litri della 987 mkI: infatti la cilindrata risulta differente, essendo ora di 2.706 cm³ contro i precedenti 2.687 cm³.
A partire da settembre 2012, le Boxster e Cayman (981) vengono assemblate esclusivamente nell'ex stabilimento Karmann di Osnabrück, acquisito dal gruppo VAG (Volkswagen/Audi Group) che a sua volta controlla il capitale della Porsche AG, cessando quindi la produzione delle 981 a Stoccarda (stabilimento le cui linee si sono nel frattempo saturate per la produzione della 991).

### 2014: Boxster GTS

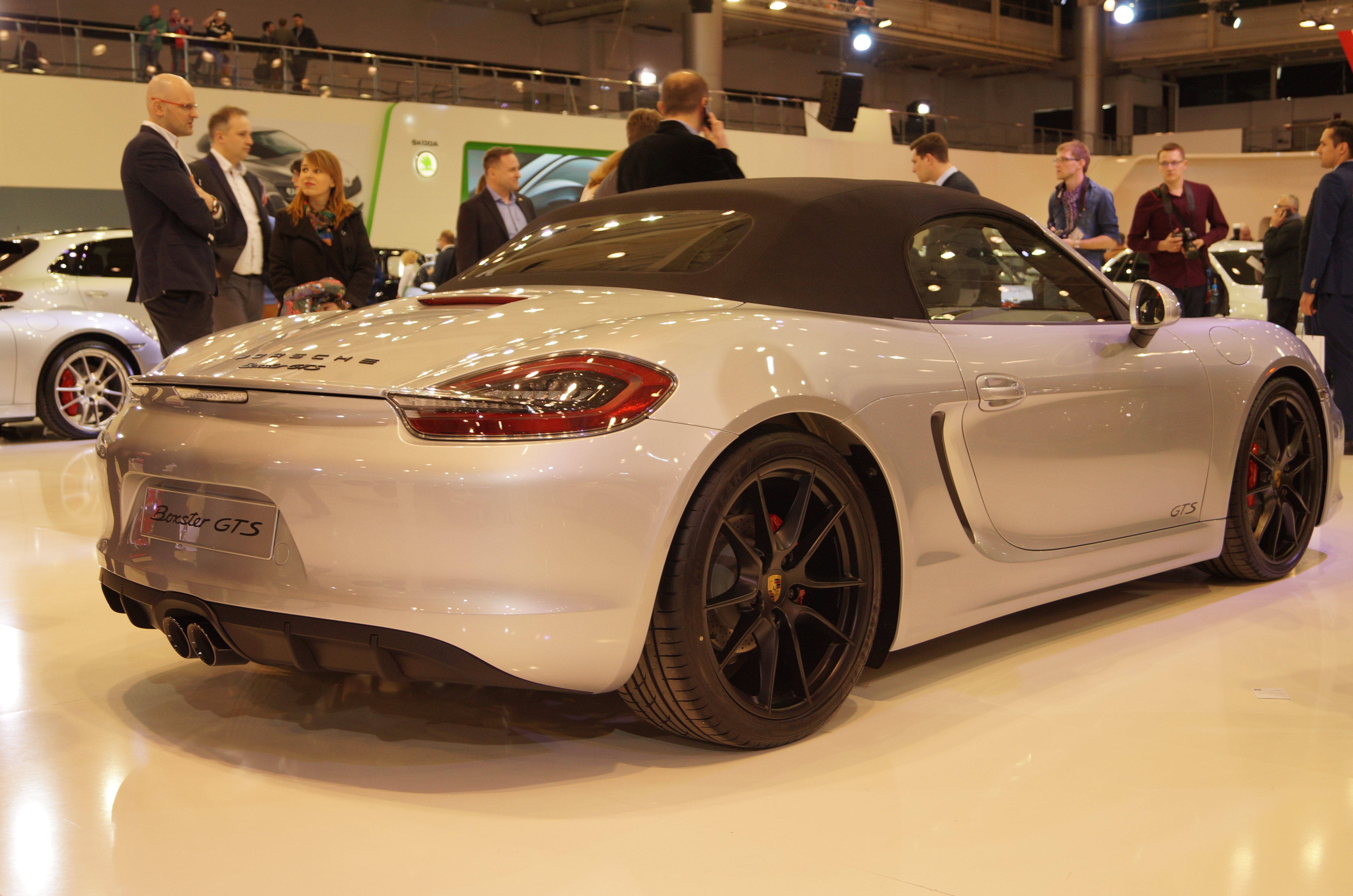
Boxster GTS del 2015

Nel marzo 2014 (in vendita da maggio) viene presentata la versione GTS, in contemporanea con la presentazione della Cayman GTS: in pratica si tratta di una S incattivita, dal momento che sviluppa ora 330 CV a 6700 giri frutto di modifiche all'elettronica del motore (il propulsore è lo stesso della S); la GTS in pratica è una versione gran turismo, quindi allo stesso tempo ben accessoriata e performante (tale denominazione è ormai comune a tutti i modelli di casa Porsche).
Son presenti alcune modifiche a livello estetico: nella fattispecie il paraurti anteriore ridisegnato con nuove e più ampie prese d'aria e fari di posizione a LED, quello posteriore ugualmente modificato nel finto diffusore nero opaco, le lenti scure dei fari posteriori e lo scarico centrale a doppia uscita, sempre in colore nero. La scritta del modello sul cofano è in nero opaco.
A livello tecnico si nota la presenza dei cerchi Carrera S da 20" in colore grigio, su richiesta neri, oltre allo scarico sportivo, presente di serie. Alcune modifiche minori sono presenti anche all'interno, in particolare l'uso esteso dell'Alcantara su sedili, volante, bracciolo, pomello cambio e vani portaoggetti, nonché la scritta GTS sui poggiatesta. Il cambio di serie è il classico 6 marce manuale, disponibile come sempre il PDK; di serie anche i fari bixeno con sistema PDLS.
La GTS è la Boxster più veloce della storia con 281 Km/h di velocità massima ed è interessante notare l'aumento di peso di 25 kg rispetto alla S, che determina un miglioramento prestazionale minimo. A due anni dal lancio si può dire quindi completa la gamma della Boxster.

### 2015: Boxster Spyder

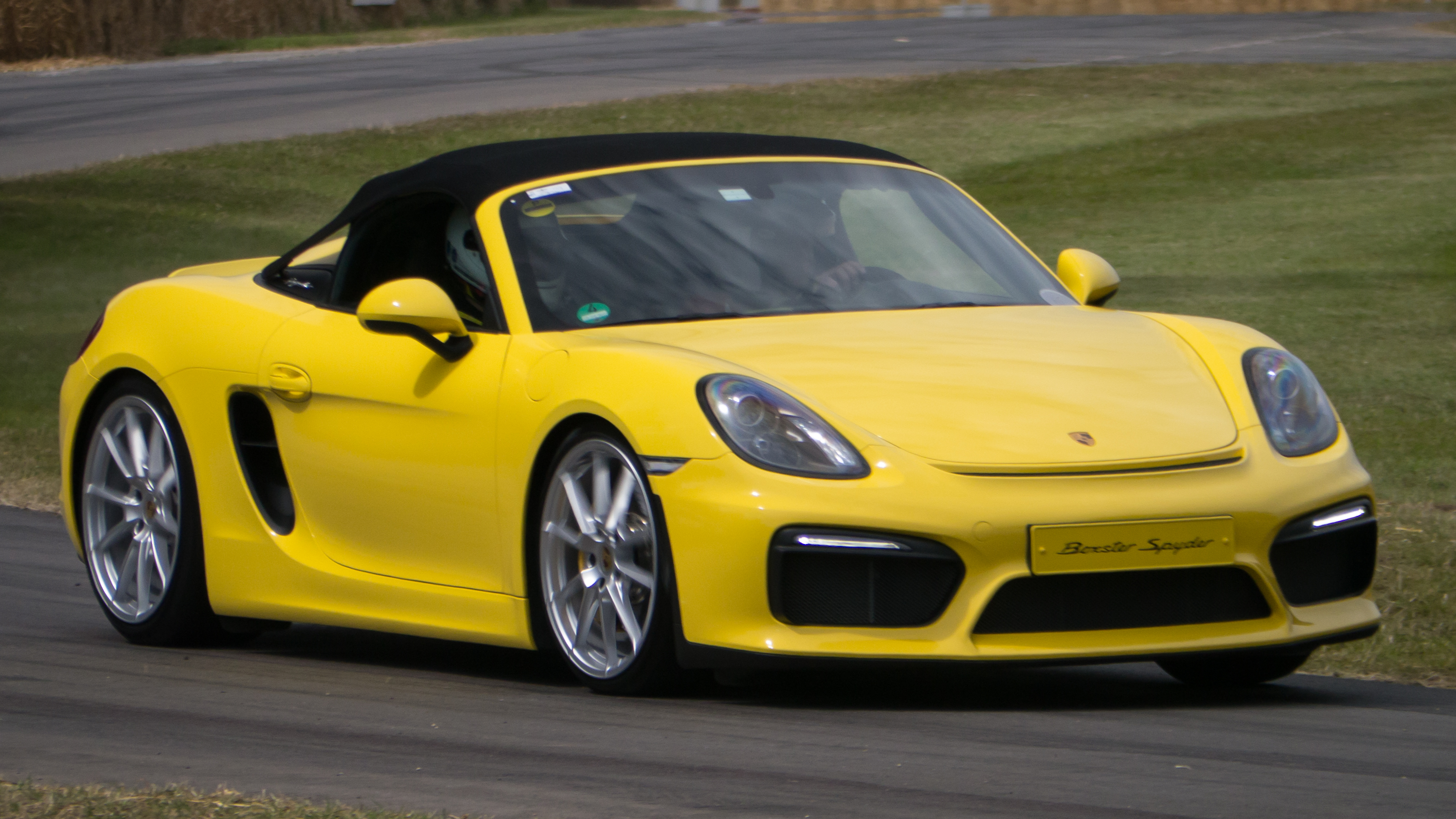
Boxster Spyder 981 del 2015, vista anteriore

Sulla falsariga di quanto avvenuto con la Boxster 987 Spyder, anche per la 981 viene nel 2015 il momento di presentare la versione più "purista", nella filosofia dell'aumento di potenza e della contemporanea riduzione di peso con l'aggiunta questa volta del propulsore, già utilizzato sulla Cayman GT4, da 3.800 cc e prelevato dalla Carrera S (depotenziato a 375 CV, 10 in meno della Cayman). In base alle prestazioni dichiarate dalla Casa - 290 km/h di velocità massima e 4,5 secondi per lo 0–100 km/h - si tratta della Boxster più prestazionale della storia.
A livello estetico si nota subito la capote alleggerita e modificata rispetto a quella di serie, dotata di sblocco elettrico e da riporre manualmente nell'apposito vano; inoltre sono presenti le due classiche gobbe aerodinamiche dietro i roll bar, come già avveniva nella precedente Boxster Spyder. Di serie i fari Bi-Xenon in colore nero e gli specchi retrovisori esterni SportDesign; i cerchi da 20 pollici sono specifici. Anche i paraurti sono specifici ed è presente lo scarico sportivo centrale a doppia uscita. Le prese d'aria laterali sono le stesse delle altre Boxster.

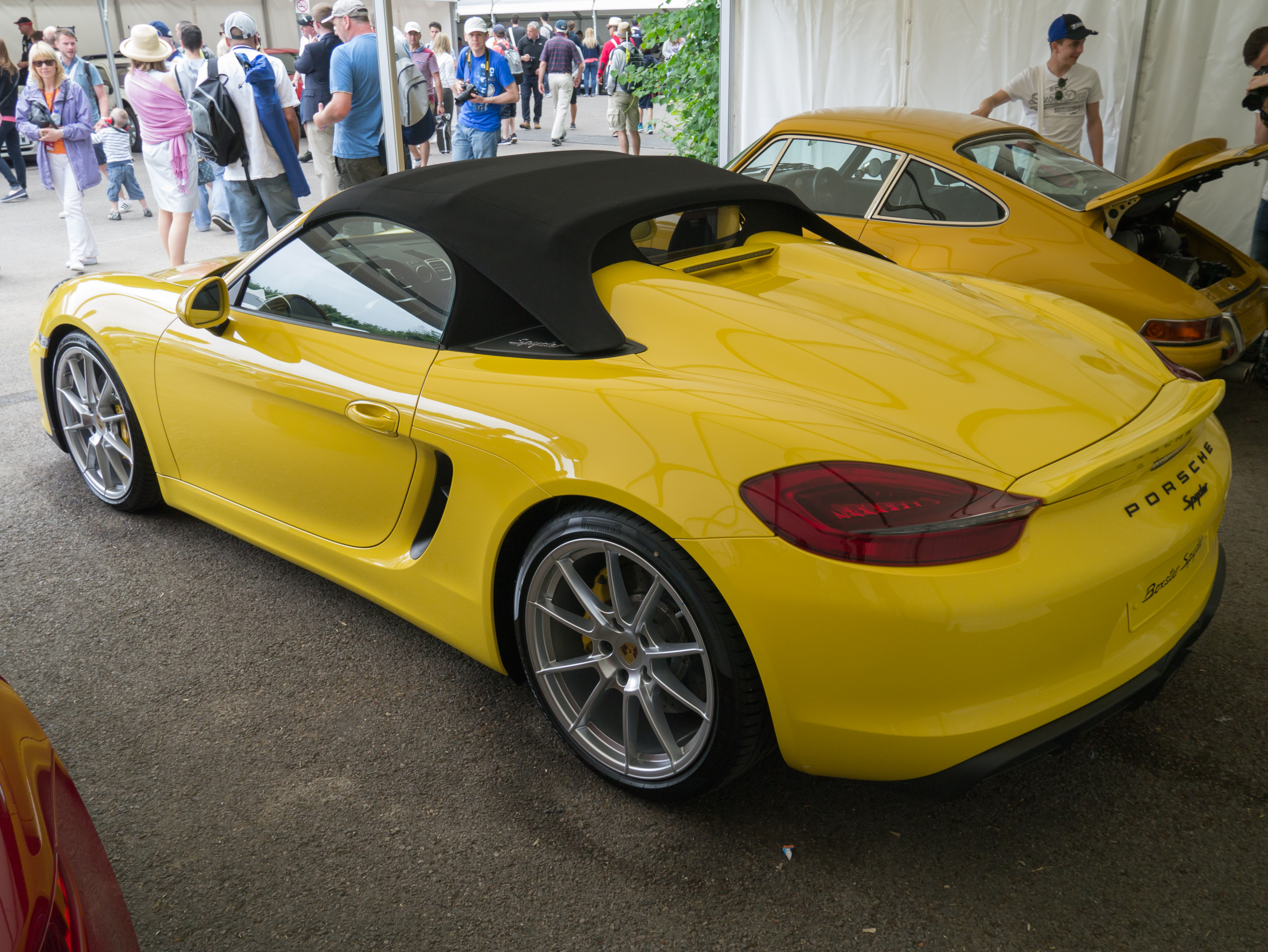
Boxster Spyder 981 del 2015, vista posteriore

All'interno si nota l'assenza dell'impianto di climatizzazione e della radio. Il retro dei sedili sportivi a guscio è realizzato in resina rinforzata con fibra di vetro e carbonio, mentre sui poggiatesta è ricamata la scritta "Spyder"; la fascia centrale dei sedili è realizzata in Alcantara, mentre le leve apriporta sono ad archetto. Sono disponibili senza sovrapprezzo i sedili sportivi Plus con regolazione elettrica degli schienali. Le modanature del cruscotto e del tunnel centrale sono verniciate nel colore dell'esterno. L'Alcantara è impiegata sulle maniglie delle porte, sui poggiabraccia, sul volante e sulla leva del cambio, inoltre la modanatura centrale del cruscotto - verniciata nel colore dell'esterno - prosegue sulle porte. Disponibile a pagamento il pacchetto interni Spyder Classic, in pelle rossa.
Il cx dichiarato risulta in aumento a 0,33 per via delle modifiche esterne. Invariata la capacità dei vani bagagli, mentre il serbatoio ha capacità ridotta a 54 litri.
Sono presenti di serie Il pacchetto SportChrono ed i supporti motore attivi, oltre al PTV (differenziale meccanico posteriore autobloccante). La carrozzeria è ribassata di 20 mm rispetto alle altre Boxster e gli ammortizzatori sono appositamente ritarati; come avviene per la Cayman GT4, la Spyder è disponibile soltanto con il classico cambio manuale a 6 marce, dotato di rapporti specifici, a differenza di quanto avveniva con la precedente Spyder (987). L'impianto frenante è stato potenziato con dischi autoventilanti da 340 all'anteriore e 330 mm al posteriore ma i dischi carboceramici sono sempre opzionali.
In definitiva, si tratta della versione "sorella" della Cayman GT4, non a caso presentata a breve distanza di tempo da quest'ultima, nonché della Boxster più estrema, capace di prestazioni tali da impensierire i modelli 911 S e non solo.

## 982 - 718 Boxster (2016-)

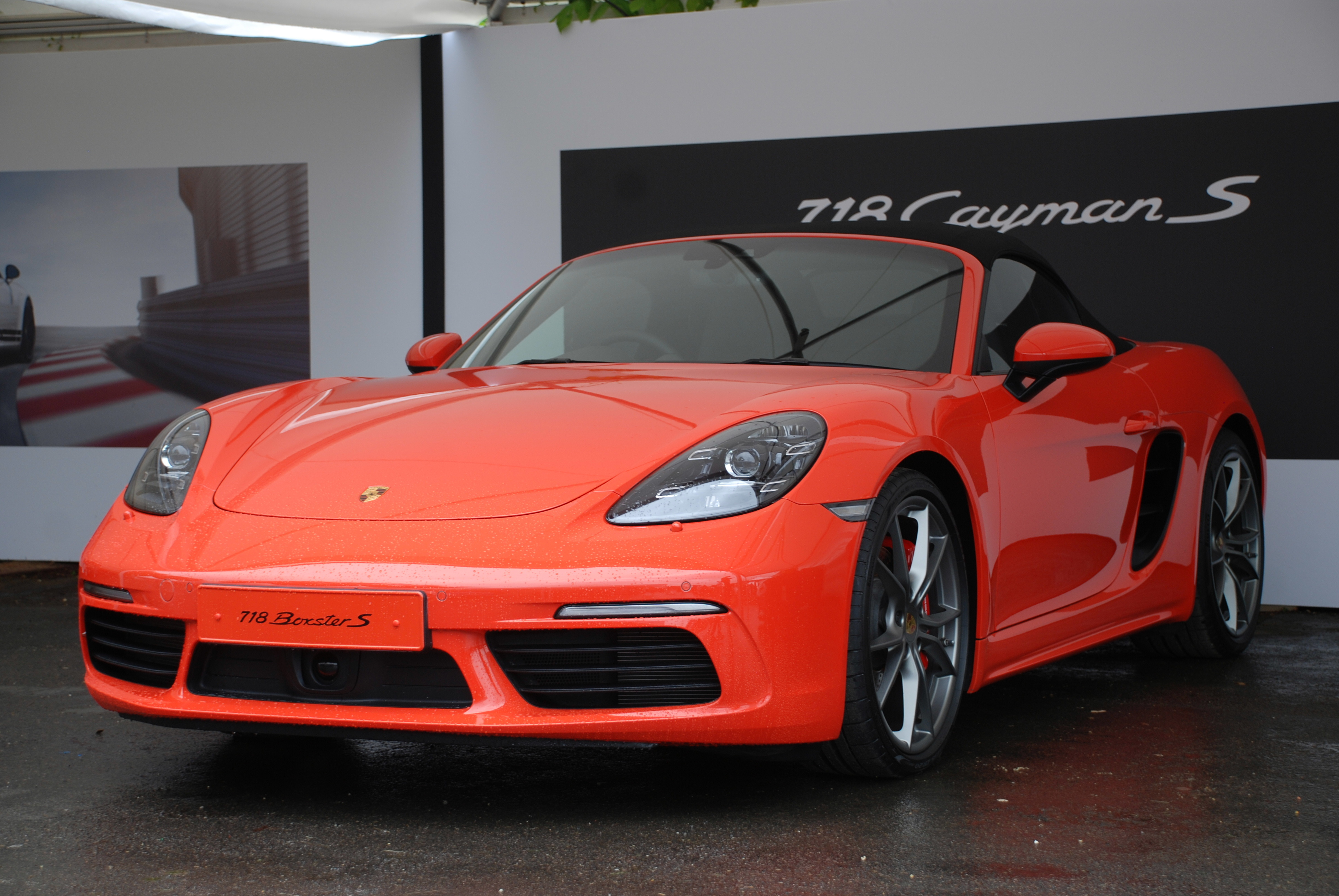
Porsche 718 Boxster S

Come anticipato dalla casa, al salone di Ginevra del marzo 2016 è stata presentata la nuova generazione della Boxster (M.Y. 2016) che cambia denominazione in 718 Boxster, in omaggio all'antenata da corsa Porsche 718: dopo 20 anni di onorata carriera, la novità principale è rappresentata dal debutto dei nuovi propulsori boxer a 4 cilindri turbo (a turbina singola) anziché i classici 6 aspirati, nell'ottica del downsizing e della riduzione di emissioni e consumi, come già avvenuto per la 911. Aumentati i prezzi, che per la prima volta sono superiori a quelli della 718 Cayman, in analogia con quanto avviene per i modelli roadster rispetto a quelli coupé delle altre case.

### Motore

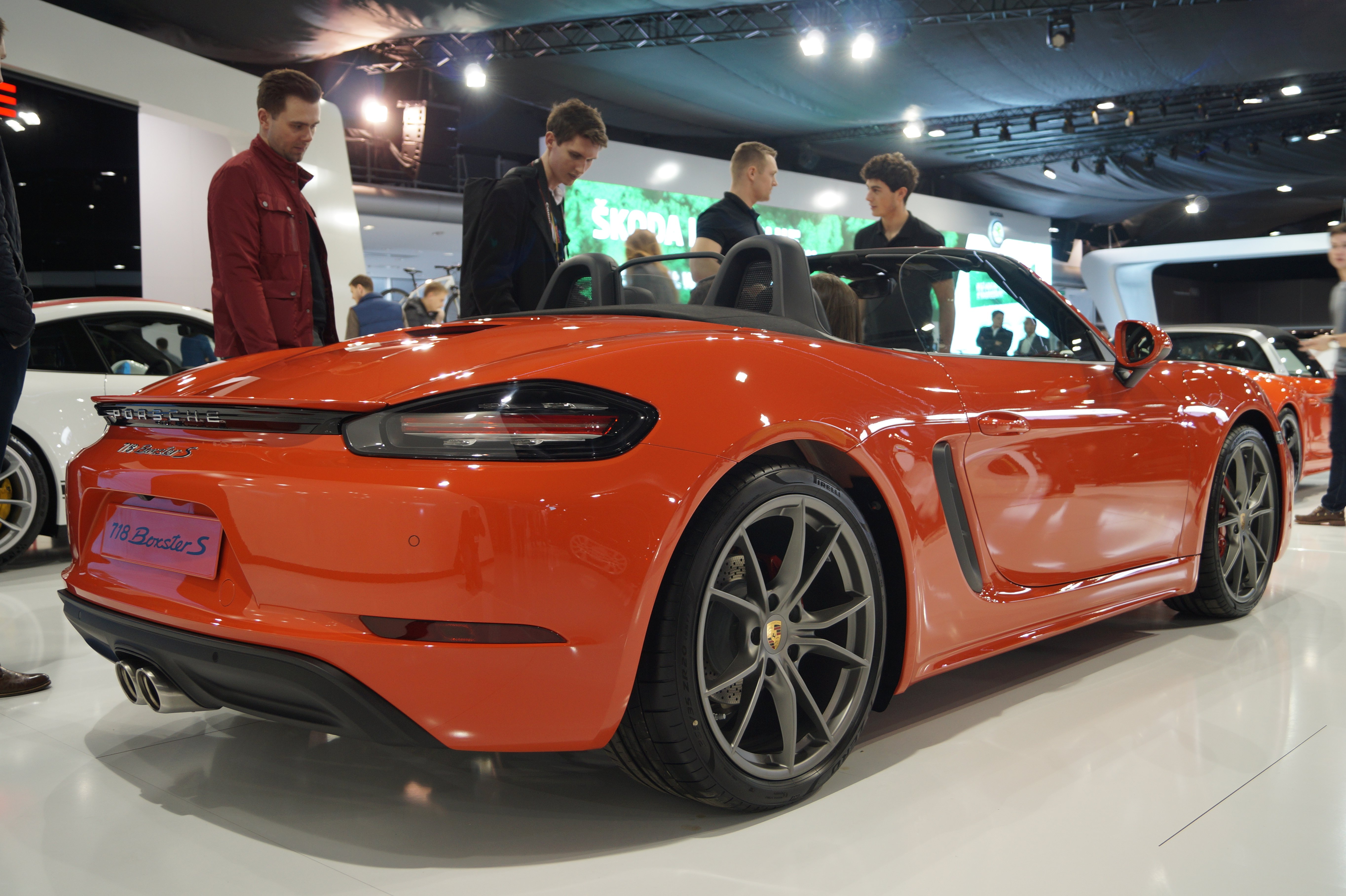
Porsche 718 Boxster S, vista posteriore

La 718 Boxster monta un nuovo propulsore, sempre in posizione posteriore-centrale, a 4 cilindri boxer da 2 litri di cilindrata per 300 CV di potenza, mentre la 718 Boxster S dispone di un 2,5 litri da 350 CV, sempre a 4 cilindri: entrambi derivati dal propulsore a 6 cilindri di 3 litri della 911, al quale sono stati rimossi due cilindri. Sia la Boxster che la versione S dispongono dell'iniezione diretta del carburante e di una turbina, a geometria variabile esclusivamente sulla S come avviene da molto tempo sulla 911 Turbo, oltre ovviamente ai sistemi di recupero energia in frenata e start&stop. La 718 sulla carta offre quindi prestazioni superiori rispetto alla 981, a fronte di consumi ed emissioni inferiori, tendenza questa ormai consolidata da anni nel panorama automobilistico mondiale. L'erogazione della potenza ed il sound sono ora chiaramente del tutto differenti rispetto alle Boxster a 6 cilindri.

### Trasmissione
Il cambio di serie per entrambe le versioni resta il classico manuale a 6 marce, opzionale il PDK a 7 rapporti: la Casa dichiara di aver rivisto ed ottimizzato i rapporti, ma le due trasmissioni restano essenzialmente quelle montate sulla 981. È sempre disponibile come optional il pacchetto Sport Chrono con Launch Control.

### Design
La linea e le dimensioni restano analoghe al modello precedente, inoltre non varia il passo; i nuovi fari anteriori, di serie bixeno con luci diurne a LED su entrambe, possono essere sostituiti da gruppi ottici interamente a LED. Modificati nella forma i paraurti, i parafanghi, le portiere e le prese d'aria laterali. Il serbatoio del carburante scende a 54 litri di capacità sulla versione base e resta da 64 sulla S, mentre il CX dichiarato è pari a 0,31. Anche gli specchietti retrovisori, pur simili alla 981 e parzialmente verniciati sono differenti e rinnovati sono anche i colori della carrozzeria.
I cerchi, di nuovo design, analogamente alla 981 sono da 18 pollici per la versione base e da 19 pollici per la S; in opzione sono disponibili cerchi da 19 e 20 pollici, con spalla più bassa. Viene inoltre mantenuto lo spoiler posteriore estraibile sia in automatico dai 120 km/h che manualmente.

### Interni
Negli interni è presente il nuovo Porsche Communication Management (PCM) di serie, che presenta ora uno schermo touch a colori da 7 pollici; rinnovato anche il cruscotto con il terzo strumento digitale. Analoga al modello precedente la capacità dichiarata dei due bagagliai (anteriore 150 litri, posteriore 130 litri), resta invariata la capote, inclusi i meccanismi ed i tempi di apertura e chiusura. Il nuovo terminale di scarico centrale resta singolo squadrato per la versione base e a doppia uscita tonda per la S, disponibile quello sportivo in opzione. Opzionale anche il sistema adattivo di regolazione della velocità incluso il Porsche Active Safe (PAS) in combinazione con il cambio PDK, il quale regola in modo attivo la velocità della vettura in base alla distanza dal veicolo che precede; sono ora disponibili anche altri sistemi elettronici di ausilio alla guida quali la telecamera posteriore. Il telaio PASM con assetto ribassato di 20 mm è optional per entrambe le versioni. Disponibili in opzione i supporti motore attivi ed il sistema PSM.

### 2018: Boxster GTS

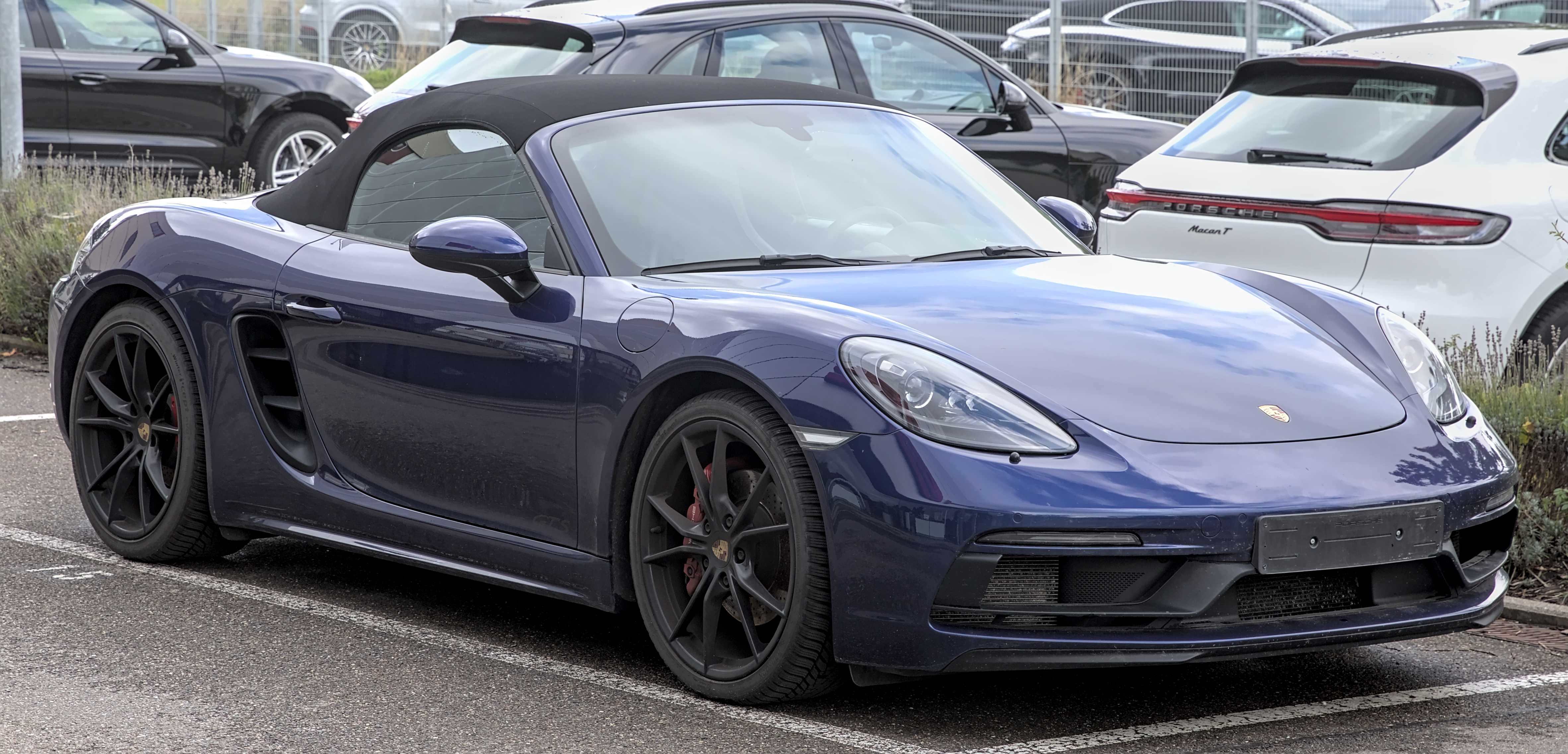
Porsche 718 Boxster GTS

A partire da novembre 2017 (M.Y. 2018) è ordinabile la prevista versione sportiva GTS, che come già accaduto per la 981, presenta alcune caratterizzazioni estetiche, in particolare i cerchi in lega neri da 20 pollici e i paraurti specifici, oltre all'assetto ribassato, e una piccola elaborazione a livello di motore, consistente in 15 CV extra di potenza, ottenuti agendo sulla gestione elettronica del propulsore e sui condotti di aspirazione (il motore è lo stesso della versione S).
Il cambio di serie è il classico 6 marce manuale, disponibile come sempre il PDK in opzione. Di serie i fari bixeno con PDLS.
Con il M.Y. 2020 la Boxster GTS riceve un nuovo motore 4.0 6 cilindri aspirato, lo stesso dei modelli Spyder/GT4, ma con potenza ridotta a 400 CV. A questa propulsione è inizialmente abbinabile solo la trasmissione manuale, fino all’autunno 2020 dove diventa ordinabile anche con cambio PDK.

### 2019: Boxster Spyder

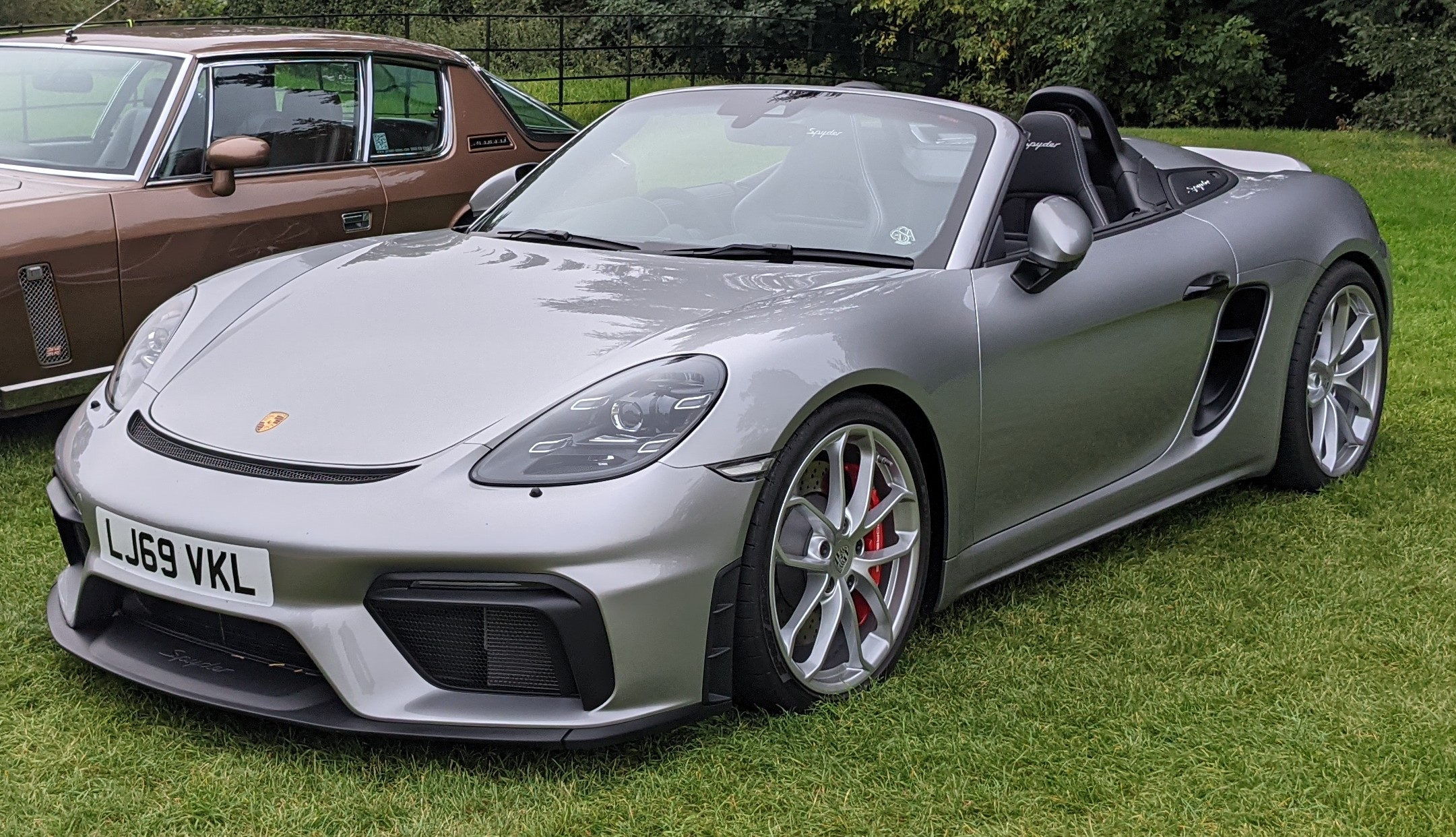
Porsche 718 Boxster Spyder

Come per la precedente serie 981, anche per la Boxster 718 arriva l’edizione Spyder: motore 6 cilindri boxer da 4 litri ad aspirazione naturale capace di sviluppare 420 CV di potenza e 420 Nm di coppia massima, ovvero lo stesso della 718 Cayman GT4. Questo propulsore è abbinato ad un cambio manuale a 6 rapporti, unica opzione disponibile fino all’arrivo del PDK doppia frizione a settembre 2020. Caratteristiche di questo modello sono la presenza di due roll-bar singoli dai quali si dipartono due gobbe che caratterizzano la coda e la capote leggera in tela che, per contenere il peso, è dotata di sgancio elettrico ma meccanismo di chiusura ed apertura manuale. Presenti portiere specifiche a peso ridotto e le sospensioni a controllo elettronico PASM con assetto ribassato di 30 mm.

## Serie limitate/numerate

### 2004: 550 Spyder (986)

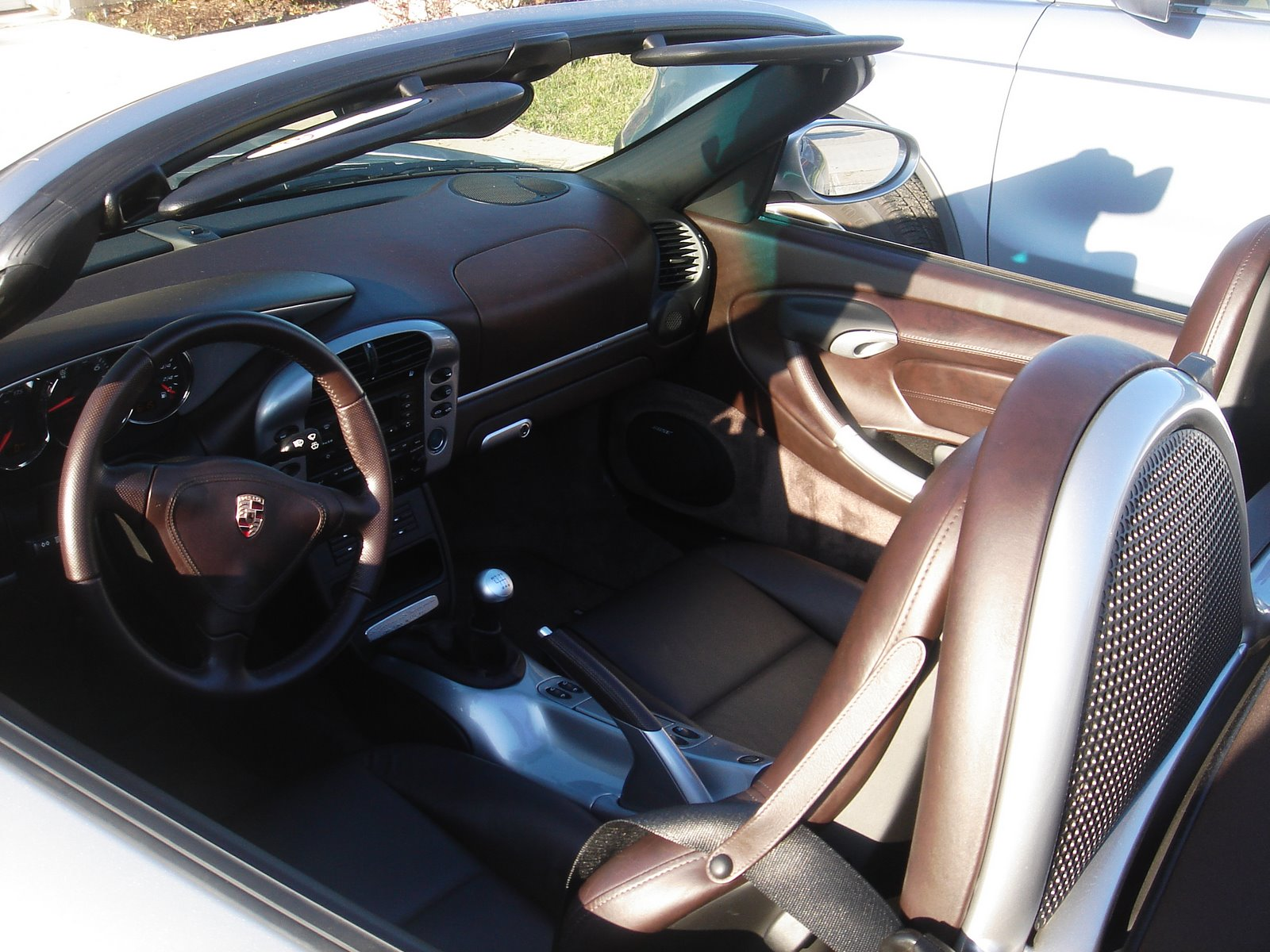
Interni della Boxster 550 Spyder

Nel 2004 venne presentata la prima serie limitata della Boxster: la 550 Spyder 50th Anniversary Edition, celebrativa della Porsche 550 (la vettura su cui morì prematuramente James Dean) prodotta in 1953 unità. Basata sulla Boxster S da 3,2 litri di cilindrata, era disponibile soltanto nel colore GT Silver Metallic (lo stesso della supersportiva Porsche Carrera GT) con interni a scelta in pelle cacao o pelle grigia. Essa presentava alcune caratteristiche che la differenziavano dalla contemporanea Boxster 986, tra cui i cerchi da 18 pollici grigio / argento, il sistema audio BOSE, lo scarico sportivo (che secondo la Casa aumentava la potenza da 260 a 266  CV) e la placca numerata all'interno. Da evidenziare che la Boxster 550 Spyder è l'unica serie limitata su base 986 e con essa termina la produzione di quest'ultima.

### 2007: Limited Edition (USA e Canada, 987)
Nel 2007 Porsche rese disponibile, esclusivamente per gli importanti mercati nordamericani, una serie limitata denominata semplicemente Limited Edition, sia sulla base della versione da 2,7 litri, sia sulla base della S: caratteristiche peculiari sono l'esclusiva colorazione arancione, precedentemente riservata alla Porsche 911 GT3 RS ed il kit estetico SportDesign. Gli interni di colore nero fanno ampio utilizzo dell'alcantara, ivi inclusi pomello del cambio e sterzo. I cerchi, da 19 pollici per la Boxster S e da 18 pollici per la Boxster, sono specifici e di colore nero lucido, così come gli specchi retrovisori e le prese d'aria laterali. Gli esemplari prodotti furono 500.

### 2007: RS60 Spyder (987)

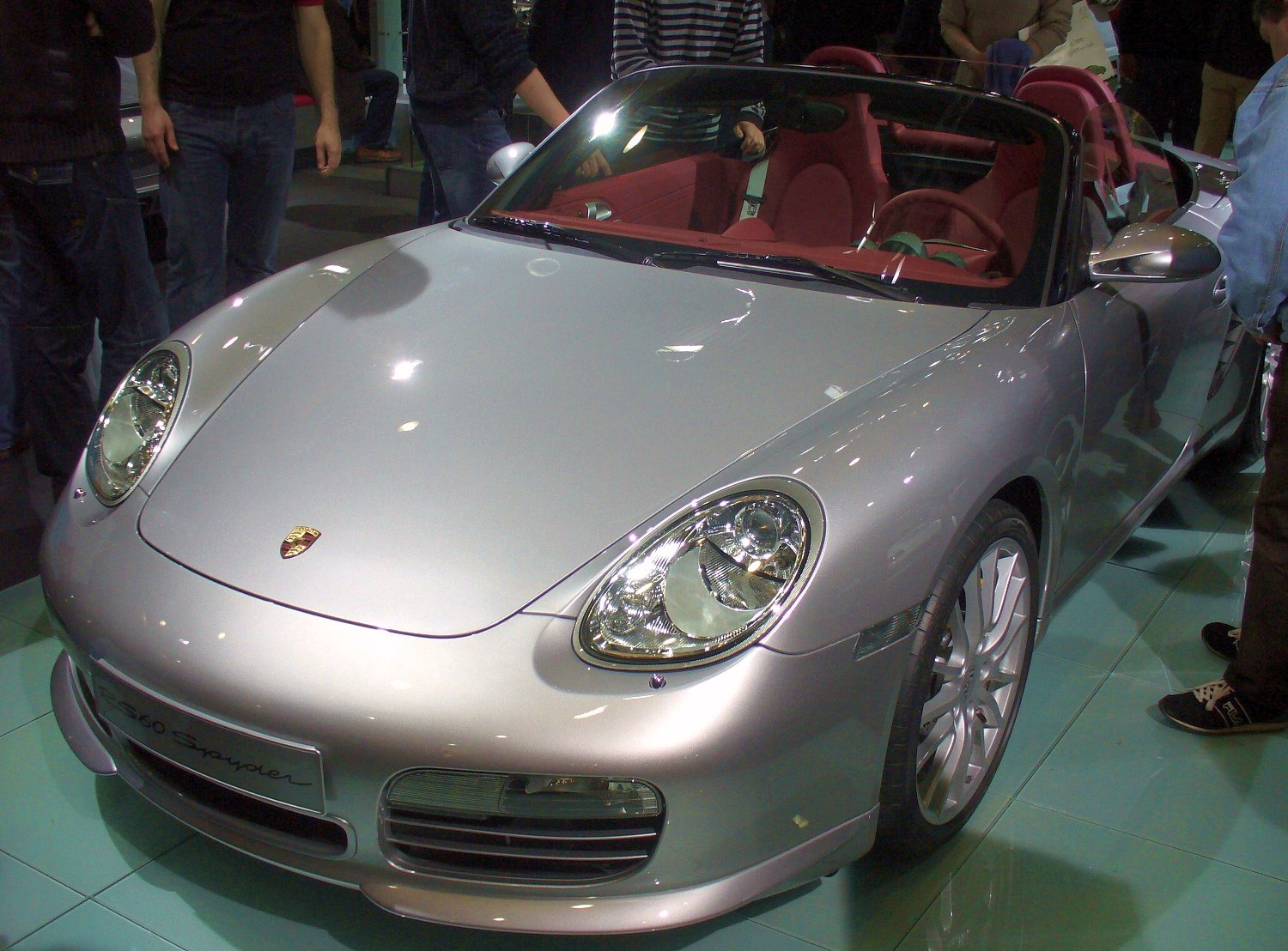
Boxster RS60 Spyder

Nel novembre del 2007 Porsche presentò l'edizione limitata della Boxster denominata RS60 Spyder, per celebrare la vittoria della Porsche 718 del 1960 alla famosa gara automobilistica 12 Ore di Sebring. Di questa edizione limitata, basata sulla Boxster S, vennero prodotte 1960 unità, munite di placca numerata all'interno. L'RS60 Spyder era disponibile soltanto nel colore GT Silver Metallic, con interni in pelle Carrera rossa o pelle grigia; disponeva di serie di cerchi da 19 pollici SportDesign, del Porsche Active Suspension Management System (PASM) e di uno scarico sportivo in grado di aumentare la potenza (secondo quanto dichiarato) da 295 a 303 CV.

### 2008: Porsche Design Edition 2 (987)
Nell'ottobre 2008 Porsche annunciò il lancio della Boxster Porsche Design Edition 2, basata sulla Boxster S (987) e disponibile nel 2009.
Essa può essere considerata una sorta di edizione finale della 987 mkI, avendo Porsche nel frattempo presentato il restyling previsto per la nuova gamma Boxster 2009; la produzione fu di 500 unità numerate.
La Design Edition 2 era disponibile unicamente in colore bianco Carrara, con tre strisce longitudinali grigie nella parte anteriore e sulle fiancate. Disponeva di serie di cerchi da 19 pollici e di uno scarico sportivo in grado di aumentare la potenza da 295 a 303 CV (lo stesso montato sulla RS60 Spyder).

### 2011: Black Edition (987)
Nel febbraio 2011 (in vendita da marzo) venne presentata una serie limitata della Boxster S, in analogia a quanto già avvenuto per la 911, la Black Edition, caratterizzata da colorazioni sia interne che esterne nere, neri anche roll bar, terminale di scarico, prese d'aria laterali, scritta posteriore del modello e modanature interne. Vari accessori erano disponibili di serie, quali i cerchi da 19 pollici specifici e verniciati anch'essi in nero, i sedili parzialmente in pelle, i fari bixeno, il navigatore satellitare, il frangivento ed il cruise control.
Vi era poi una targhetta numerata all'interno (gli esemplari prodotti sono 987) e la scritta Black Edition sulla capote nera.
Il propulsore è stato potenziato a 320  CV: in pratica è lo stesso utilizzato sulla Cayman S e sulla Boxster Spyder. Il cambio è lo stesso manuale a 6 marce dell'intera gamma (in opzione il PDK).
Si tratta dell'ultima serie limitata della Boxster 987, analogamente all'omonima serie limitata della 911 (997).

### 2013: Red 7 (Olanda, 981)
Realizzata nel 2013 solo per il mercato olandese, la Boxster S Red 7 è stata costruita in soli sette esemplari che implementavano, rispetto alla versione di serie, interni in pelle nera con cuciture rosse su sedili, plancia e volante oltre a vari particolari verniciati in rosso, livrea rossa con dettagli in platino opaco, roll bar rossi, assetto ribassato, impianto di scarico sportivo. Il propulsore è lo stesso della versione S.

### 2015: Black Edition (981)
In contemporanea sia per il modello Carrera che per la Boxster, ma non per la Cayman, viene presentata nel maggio 2015 la serie limitata Black Edition, questa volta sulla base della Boxster e non della Boxster S come avvenuto nel 2011: si tratta di un allestimento molto completo ed essenzialmente estetico, dato che restano invariate le prestazioni; domina sia all'esterno che all'interno il colore nero; principali modifiche ed accessori di serie: fari Bi-Xenon con sistema PDLS, rollbar verniciati in nero, cerchi da 20˝ Carrera Classic, listelli sottoporta con scritta "Black Edition", volante SportDesign, sedili parzialmente in pelle riscaldabili con stemma Porsche impresso sui poggiatesta, Porsche Communication Management (PCM) con modulo di navigazione, ParkAssistant anteriore e posteriore, clima automatico, cruise control, sound package plus.
La Black Edition (981) è disponibile di base con il cambio manuale, opzionale il PDK a 7 rapporti; il colore di base è il nero pastello, disponibile il colore nero Jet metallizzato.  Non è stato ancora specificato il numero di esemplari che verranno prodotti.

## Dati tecnici e prestazioni dichiarati
Di seguito i principali valori relativi alle prestazioni dei vari modelli Boxster, come dichiarati dalla Casa e/o ricavati dal libro di Paul Frère, Porsche Boxster Story.

### 986 (M.Y. 1997-1999)
| Modello | Cilindrata cm³ | Potenza cv      | Coppia motrice Nm | Accelerazione 0-100 km/h | Accelerazione 0-160 km/h | Velocità km/h | Peso (DIN) in kg |
| Boxster | 2.480          | 204 @ 6.000 rpm | 245 @ 4.500 rpm   | 6,9 s                    | 16,5 s                   | 240           | 1.250            |

### 986 (M.Y. 2000-2002)
| Modello   | Cilindrata cm³ | Potenza cv      | Coppia motrice Nm | Accelerazione 0-100 km/h | Accelerazione 0-160 km/h | Velocità km/h | Peso (DIN) in kg |
| Boxster   | 2.687          | 220 @ 6.400 rpm | 260 @ 4.750 rpm   | 6,6 s                    | 15,9 s                   | 250           | 1.260            |
| Boxster S | 3.179          | 252 @ 6.250 rpm | 305 @ 4.500 rpm   | 5,9 s                    | 13,8 s                   | 260           | 1.295            |

### 986 (M.Y. 2003-2004)
| Modello   | Cilindrata cm³ | Potenza cv      | Coppia motrice Nm | Accelerazione 0-100 km/h | Accelerazione 0-160 km/h | Velocità km/h | Peso (DIN) in kg |
| Boxster   | 2.687          | 228 @ 6.300 rpm | 260 @ 4.700 rpm   | 6,4 s                    | 15 s                     | 253           | 1.275            |
| Boxster S | 3.179          | 260 @ 6.200 rpm | 310 @ 4.600 rpm   | 5,7 s                    | 13,2 s                   | 264           | 1.320            |

### 987 (M.Y. 2005-2006)
| Modello   | Cilindrata cm³ | Potenza cv      | Coppia motrice Nm     | Accelerazione 0-100 km/h | Accelerazione 0-160 km/h | Velocità km/h | Peso (DIN) in kg |
| Boxster   | 2.687          | 240 @ 6.400 rpm | 270 @ 4.700/6.000 rpm | 6,2 s                    | 14,5 s                   | 256           | 1.295            |
| Boxster S | 3.179          | 280 @ 6.200 rpm | 320 @ 4.700/6.000 rpm | 5,5 s                    | 12,3 s                   | 268           | 1.345            |

### 987 (M.Y. 2007-2008)
| Modello   | Cilindrata cm³ | Potenza cv      | Coppia motrice Nm     | Accelerazione 0-100 km/h | Accelerazione 0-160 km/h | Velocità km/h | Peso (DIN) in kg |
| Boxster   | 2.687          | 245 @ 6.500 rpm | 273 @ 4.600/6.000 rpm | 6,1 s                    | N.D.                     | 258           | 1.305            |
| Boxster S | 3.436          | 295 @ 6.250 rpm | 340 @ 4.400/6.000 rpm | 5,4 s                    | N.D.                     | 272           | 1.355            |

### 987 (M.Y. 2009-2011)
| Modello                    | Cilindrata cm³ | Potenza cv      | Coppia motrice Nm     | Accelerazione 0-100 km/h | Accelerazione 0-160 km/h | Velocità km/h | Peso (DIN) in kg |
| Boxster                    | 2.893          | 255 @ 6.400 rpm | 290 @ 4.400/6.000 rpm | 5,9 s                    | 13,6 s                   | 263           | 1.335            |
| Boxster S                  | 3.436          | 310 @ 6.400 rpm | 360 @ 4.400/5.500 rpm | 5,3 s                    | 11,6 s                   | 274           | 1.355            |
| Boxster Spyder (2010-2011) | 3.436          | 320 @ 7.200 rpm | 370 @ 4.750 rpm       | 5,1 s                    | 10,8 s                   | 267           | 1.275            |

### 981 (M.Y. 2012-2015)
| Modello                 | Cilindrata cm³ | Potenza cv      | Coppia motrice Nm       | Accelerazione 0-100 km/h | Accelerazione 0-160 km/h | Velocità km/h | Peso (DIN) in kg |
| Boxster                 | 2.706          | 265 @ 6.700 rpm | 280 @ 4.500/6.500 rpm   | 5,8 s                    | 13,1 s                   | 264           | 1.310            |
| Boxster S               | 3.436          | 315 @ 6.700 rpm | 360 @ 4.500/5.800 rpm   | 5,1 s                    | 11 s                     | 279           | 1.320            |
| Boxster GTS (2014-2015) | 3.436          | 330 @ 6.700 rpm | 370 @ 4.500/5.800 rpm   | 5 s                      | N.D.                     | 281           | 1.345            |
| Boxster Spyder (2015)   | 3.800          | 375 @ 6.700 rpm | 420 @ 4.750 - 6.000 rpm | 4,5 s                    | N.D.                     | 290           | 1.315            |

### 718 (M.Y. 2016-)
| Modello                   | Cilindrata cm³ | Potenza cv      | Coppia motrice Nm     | Accelerazione 0-100 km/h | Accelerazione 0-160 km/h | Velocità km/h | Peso (DIN) in kg |
| 718 Boxster               | 1.988          | 300 @ 6.500 rpm | 380 @ 1.950/4.500 rpm | 5,1 s                    | 11,3 s                   | 275           | 1.335            |
| 718 Boxster S             | 2.497          | 350 @ 6.500 rpm | 420 @ 1.900/4.500 rpm | 4,6 s                    | 9,7 s                    | 285           | 1.355            |
| 718 Boxster GTS (2018)    | 2.497          | 365 @ 6.500 rpm | 420 @ 1.900/5.500 rpm | 4,6 s                    | 9,6 s                    | 290           | 1.375            |
| 718 Boxster Spyder (2019) | 3.995          | 420 @ 7600 rpm  | 430 @ 5.500 rpm       | 3,9 s                    | 8,5 s                    | 300           | 1.450            |
| 718 Boxster GTS (2020)    | 3.995          | 400 @ 7000 rpm  | 430 @ 5.500 rpm       | 4,0 s                    | 8,7 s                    | 288           | 1.435            |